# Dendermonde
Dendermonde (Frans: Termonde) is een stad in de Belgische provincie Oost-Vlaanderen. De stad ligt in de driehoek Gent-Brussel-Antwerpen, een van de meest verstedelijkte gebieden van het land. Het is de hoofdplaats van het arrondissement Dendermonde en ligt in de Denderstreek. De stad ligt aan de samenvloeiing van Dender en Schelde en telt ruim 47.000 inwoners, die Dendermondenaars worden genoemd. Dendermonde is Nederlandstalig en door een voortschrijdend assimilatieproces is het dialect met uitsterven bedreigd.
De Dendermondse folklore omvat onder andere het Ros Beiaard, de drie gildereuzen Indiaan, Mars en Goliath, de knaptanden, het Schipken, de Helleput en het Rad van Avontuur.

## Historisch overzicht

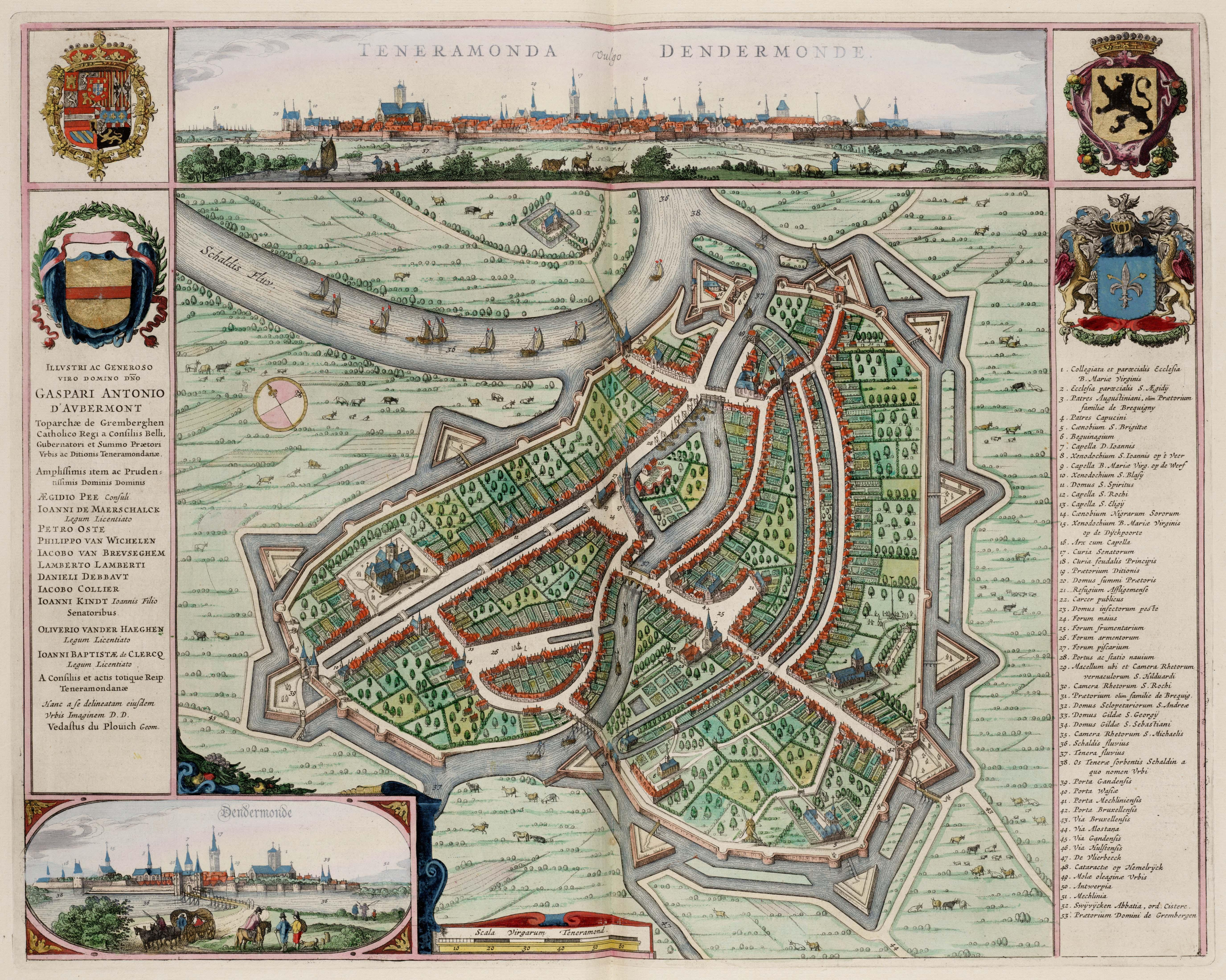
Dendermonde in 1649 door J. Blaeu

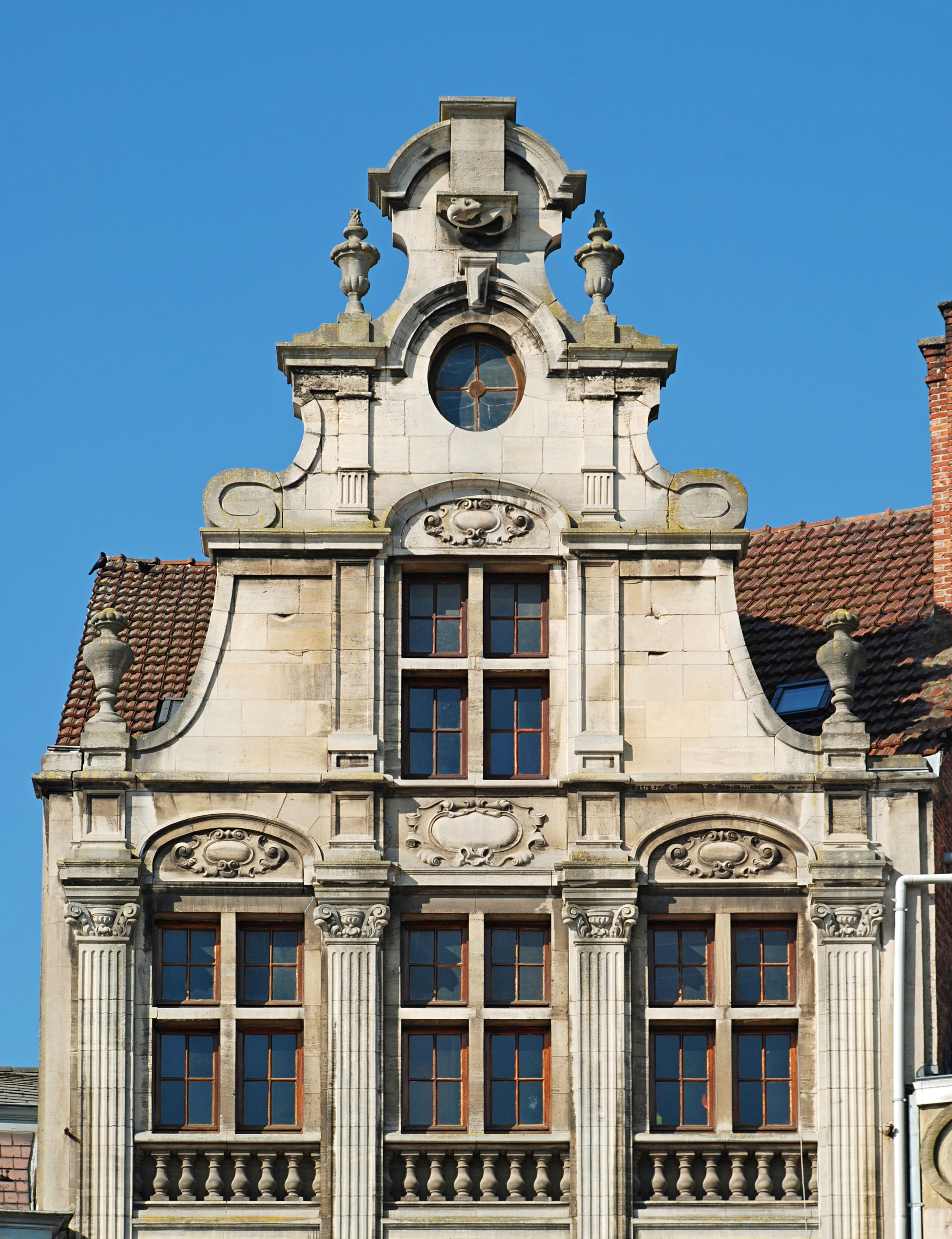
De Zwane

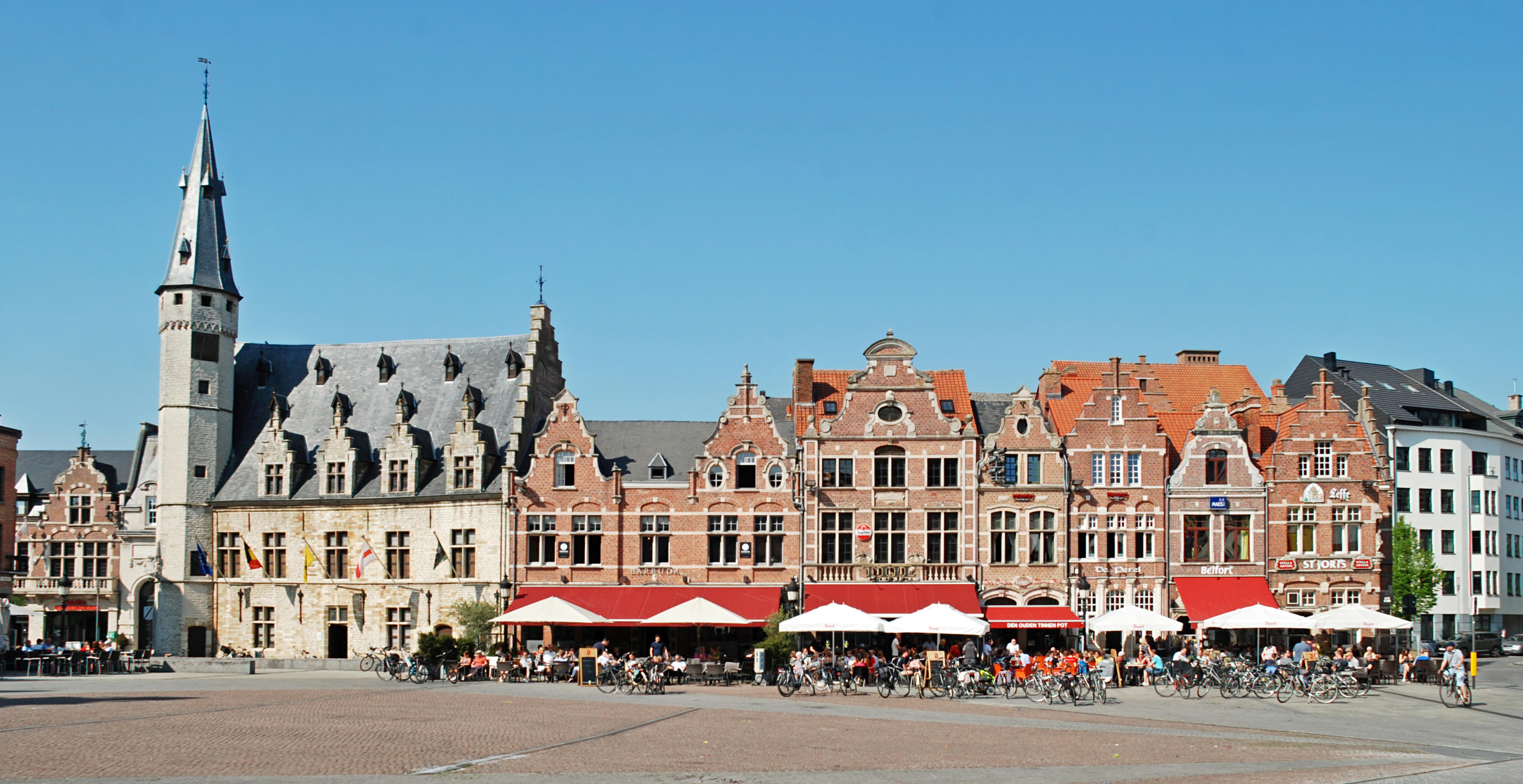
Vleeshuis en Grote Markt

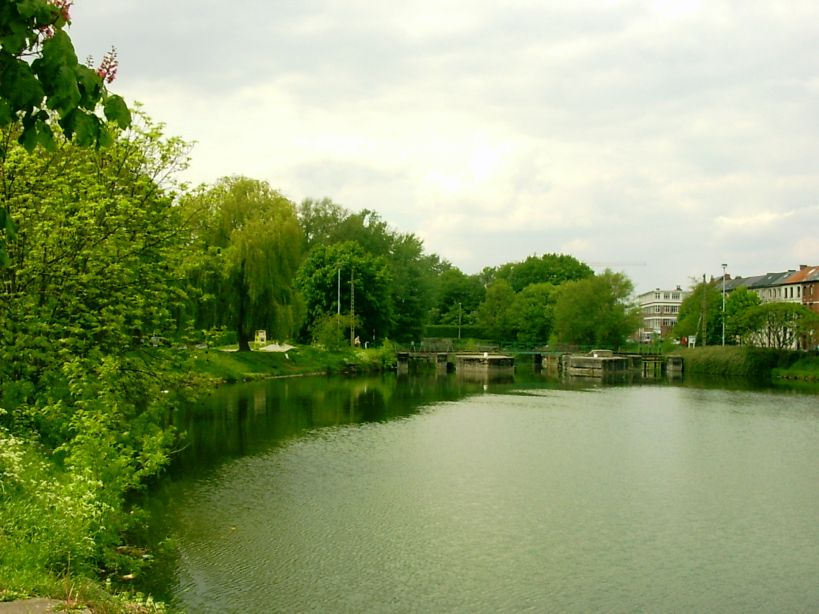
De Oude Dender in Dendermonde

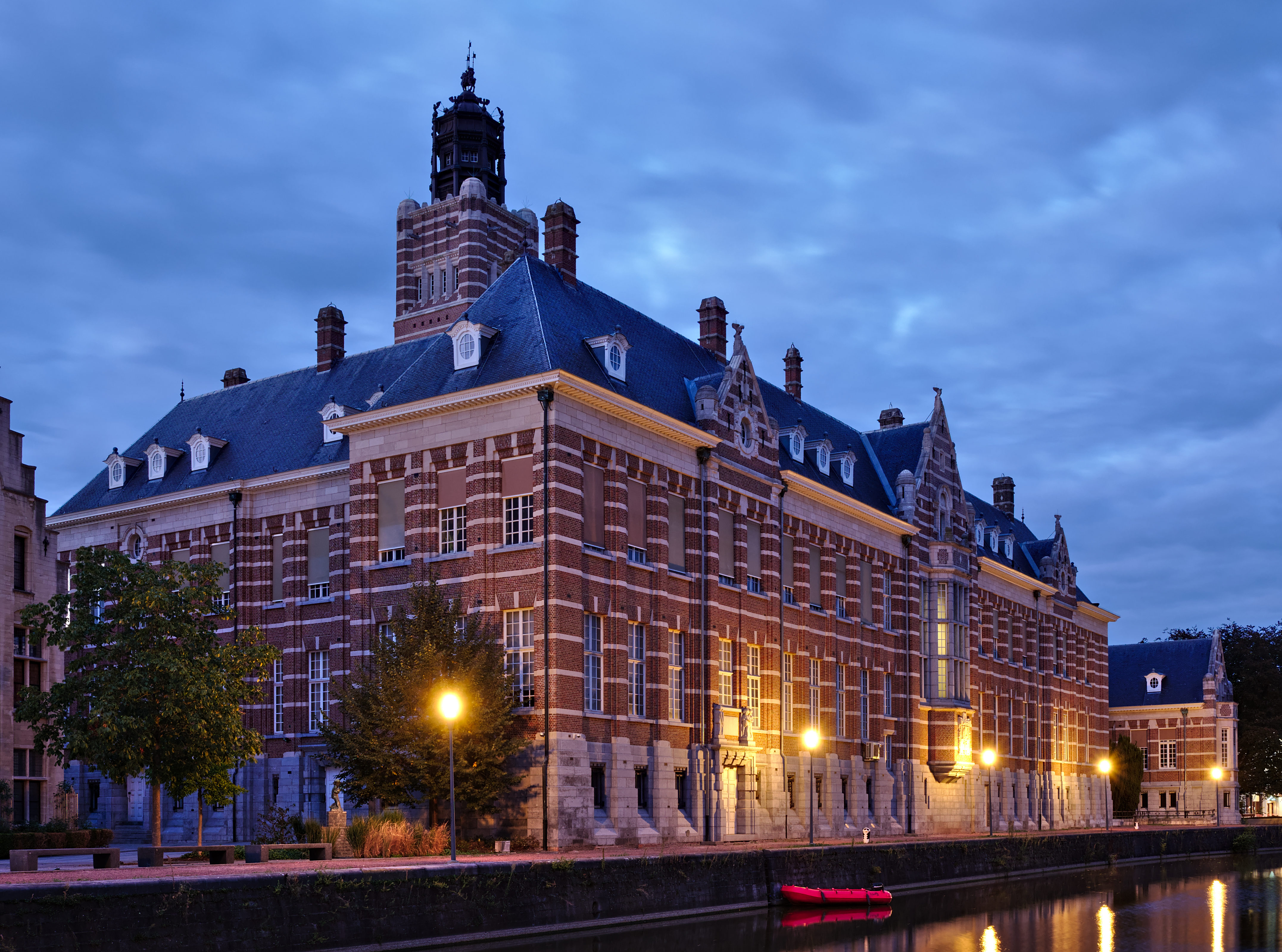
Het gerechtshof in Dendermonde

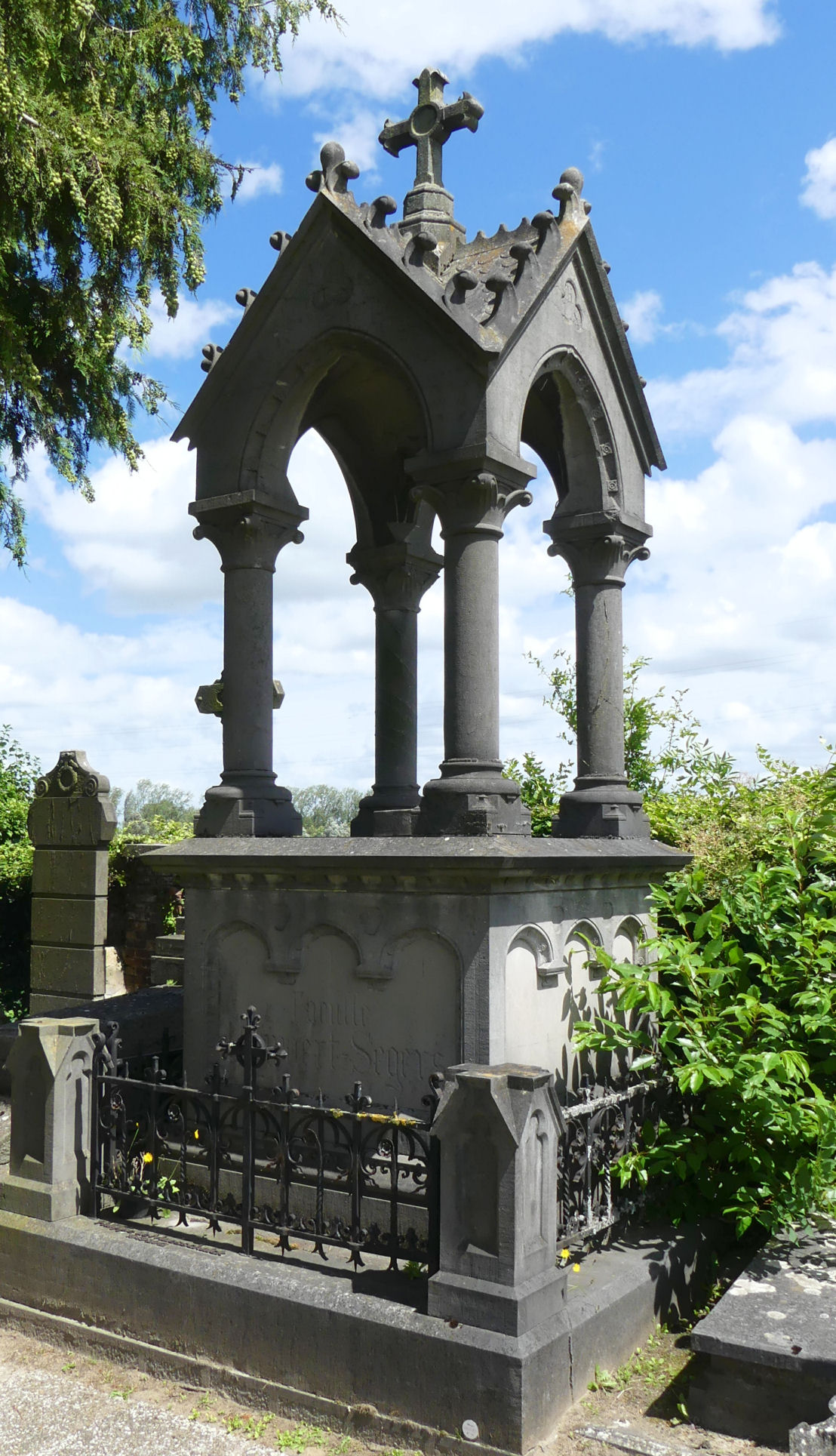
Praalgraven op de Begraafplaats van Dendermonde

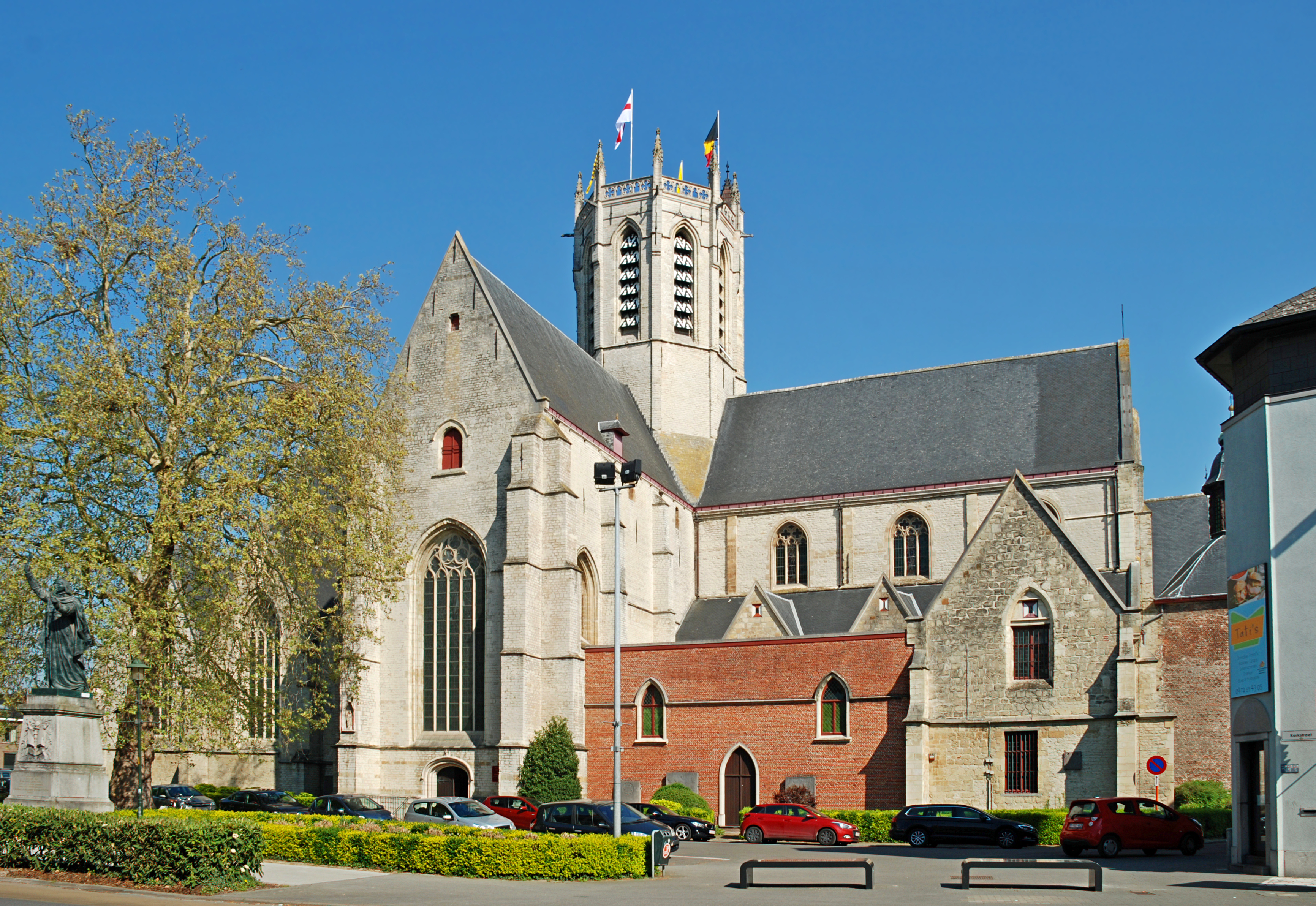
Onze-Lieve-Vrouwekerk

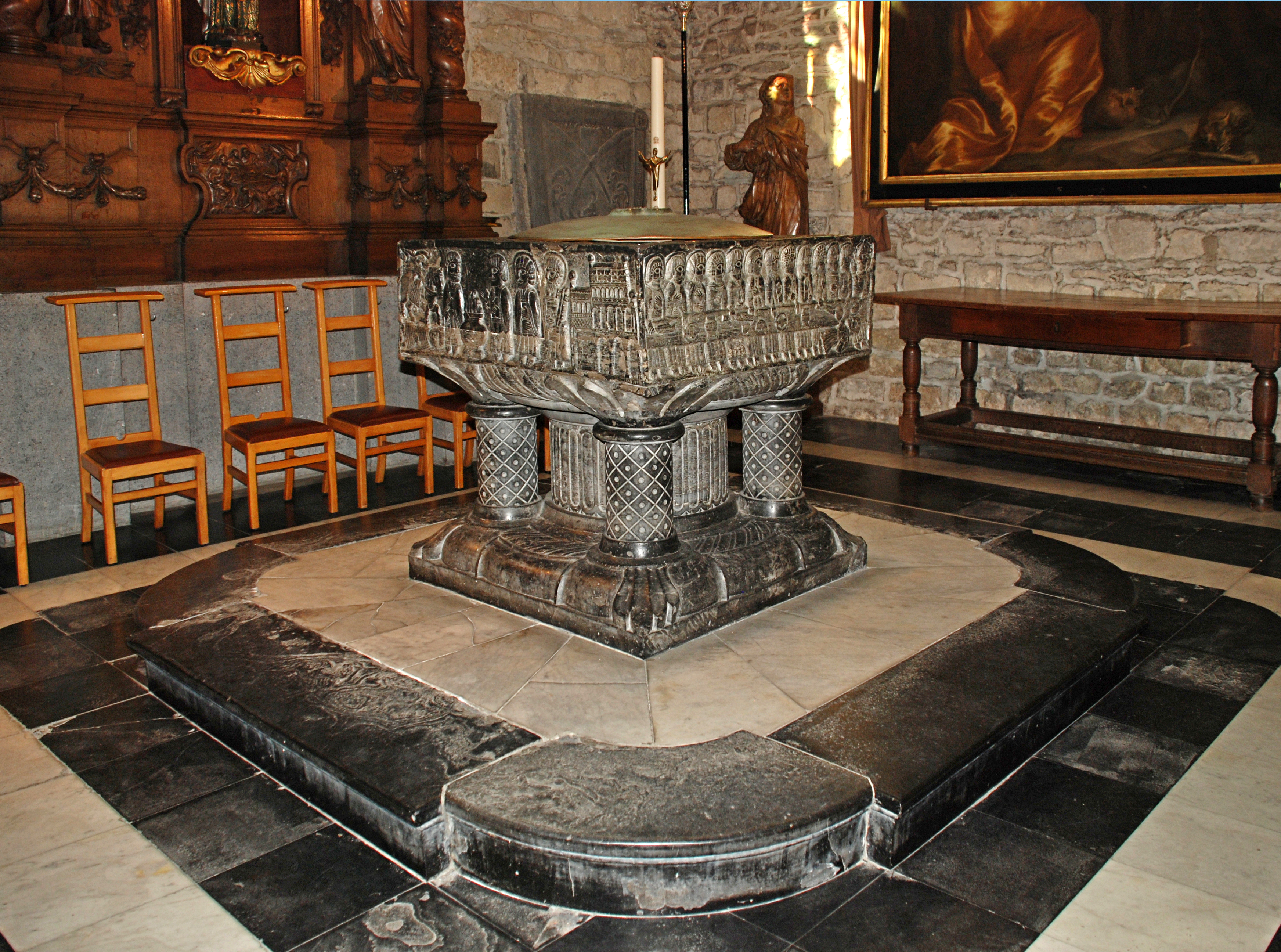
Doopvonten

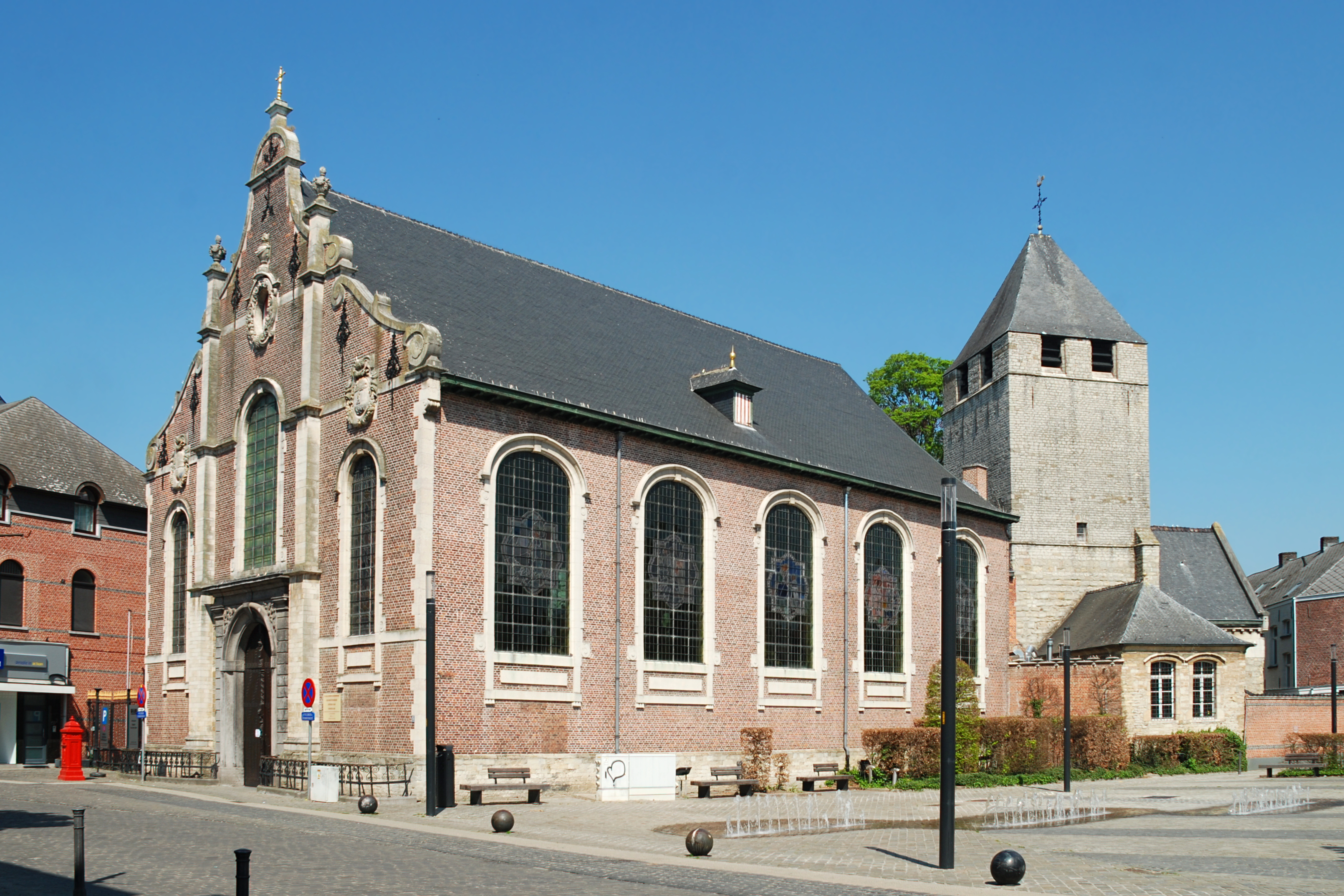
St-Gillis-Binnenkerk.

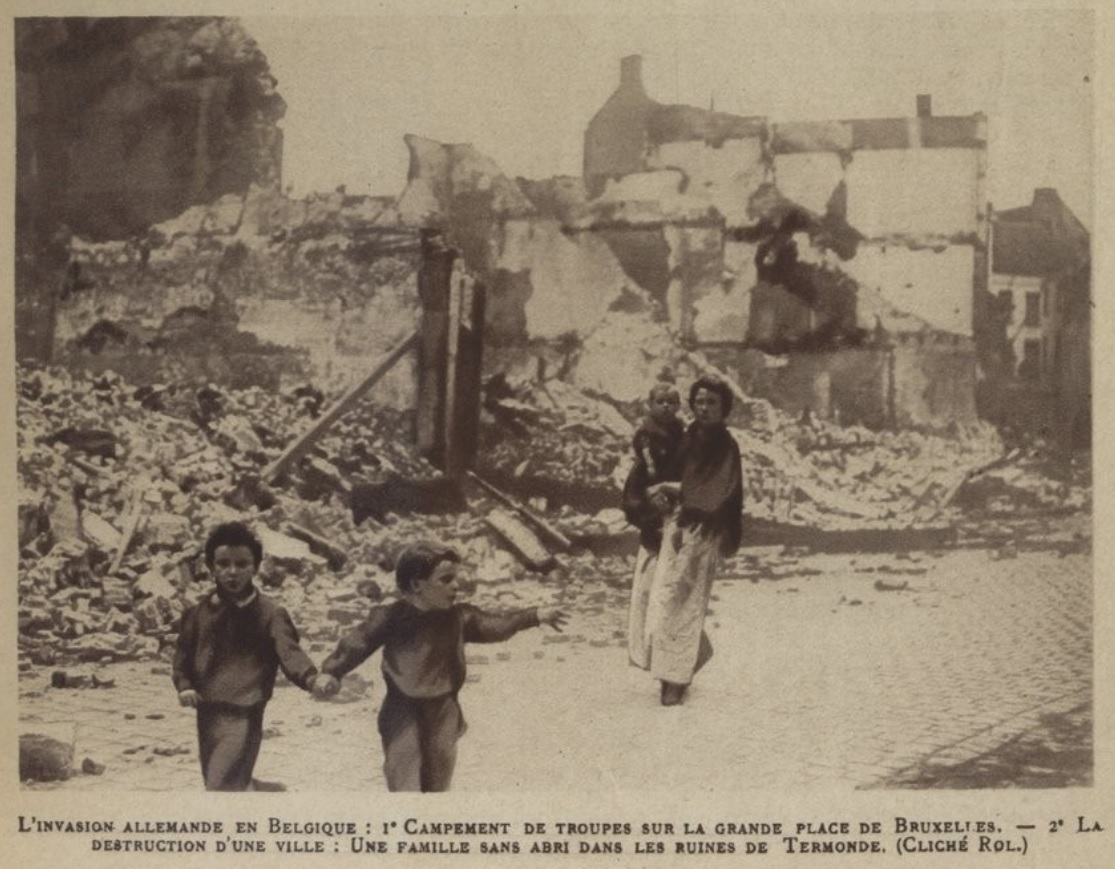
Ruïnes van Dendermonde tijdens WW1

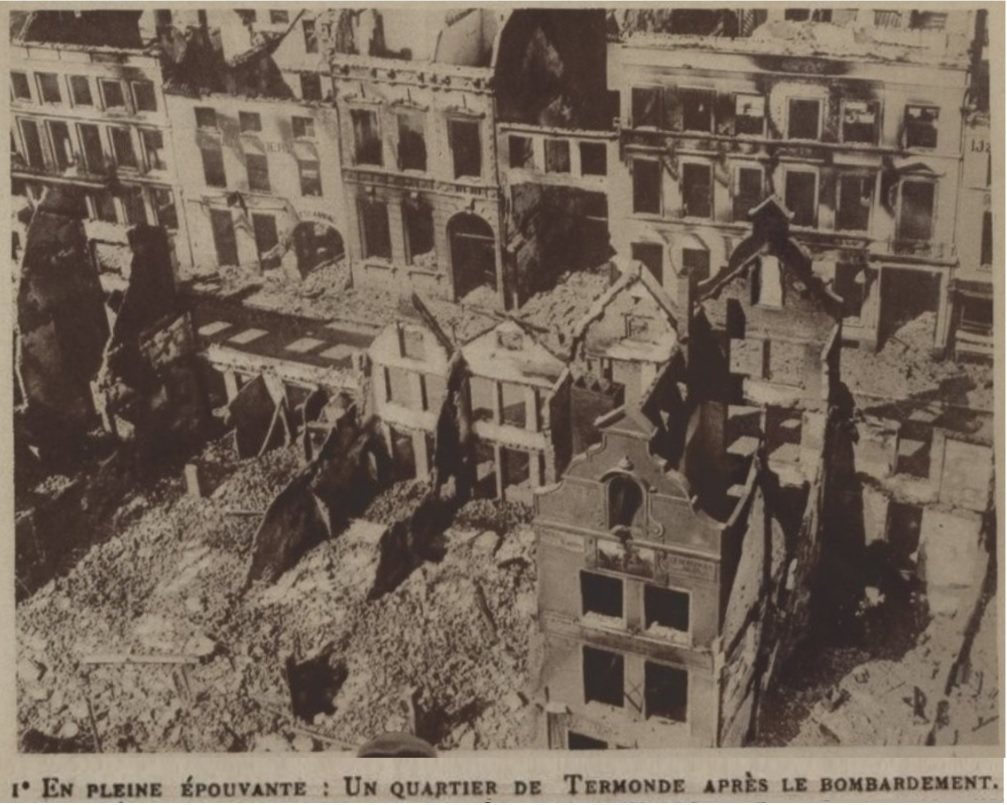
Ruïnes van Dendermonde na WW1 bombardement

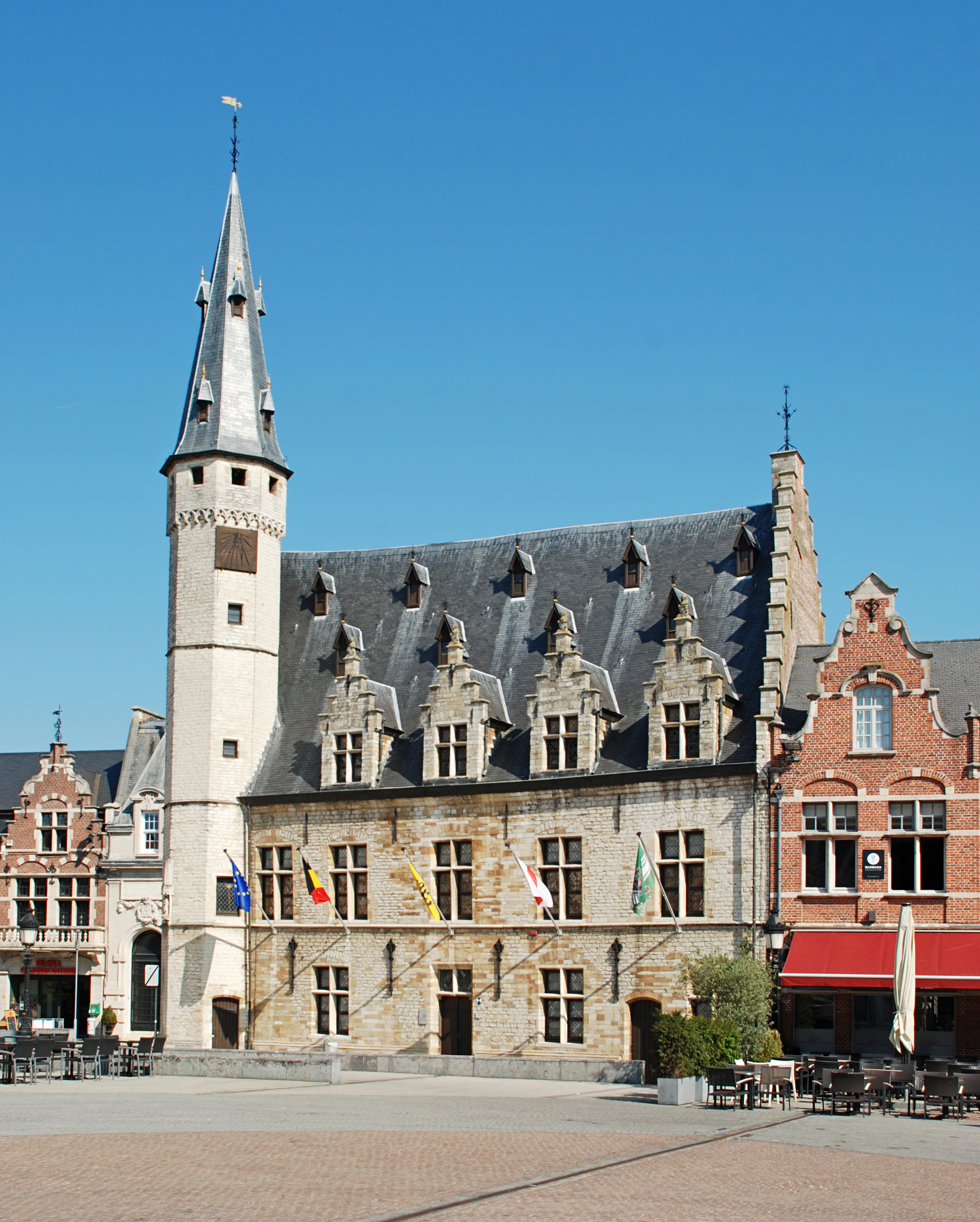
Vleeshuis

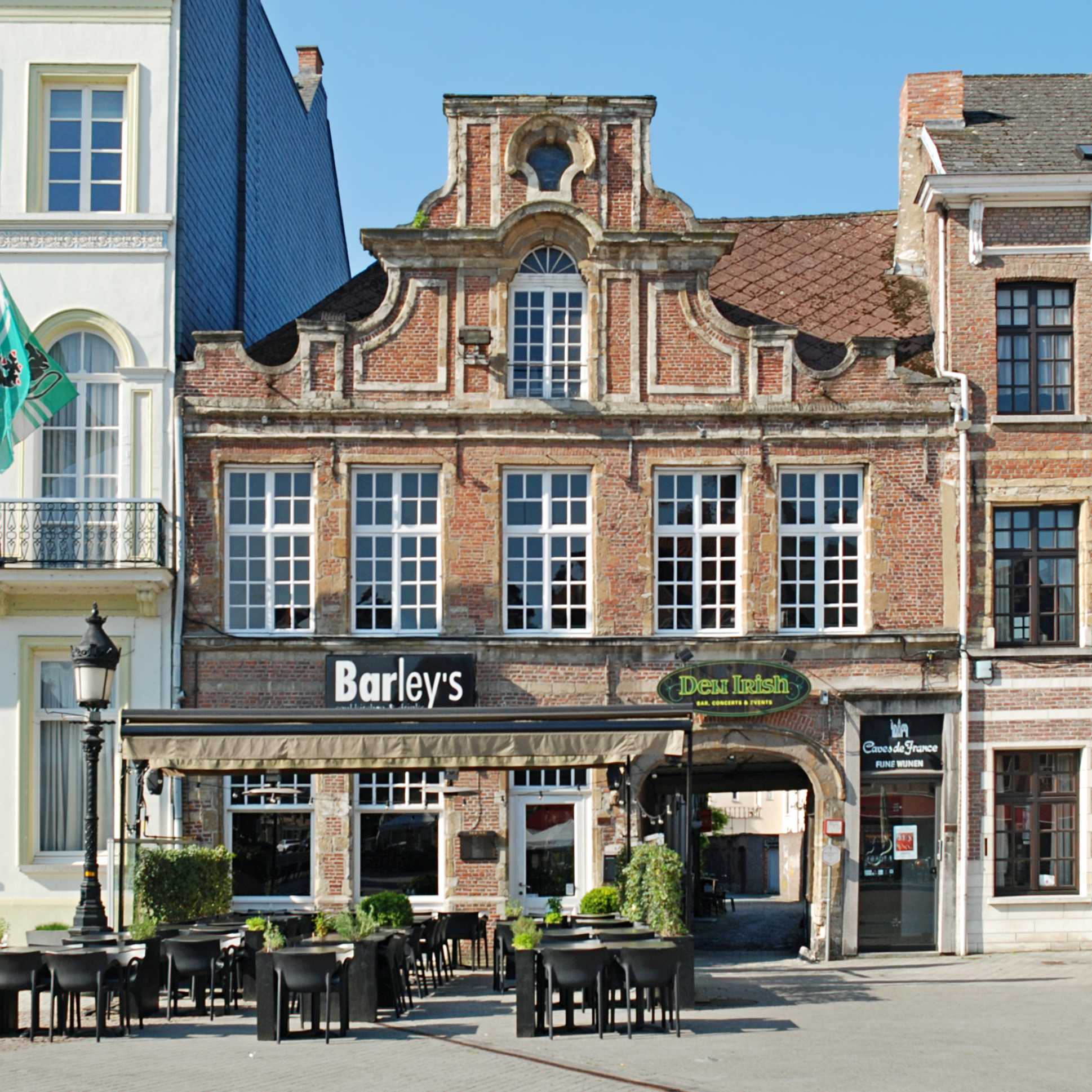
Gulden Hoofd

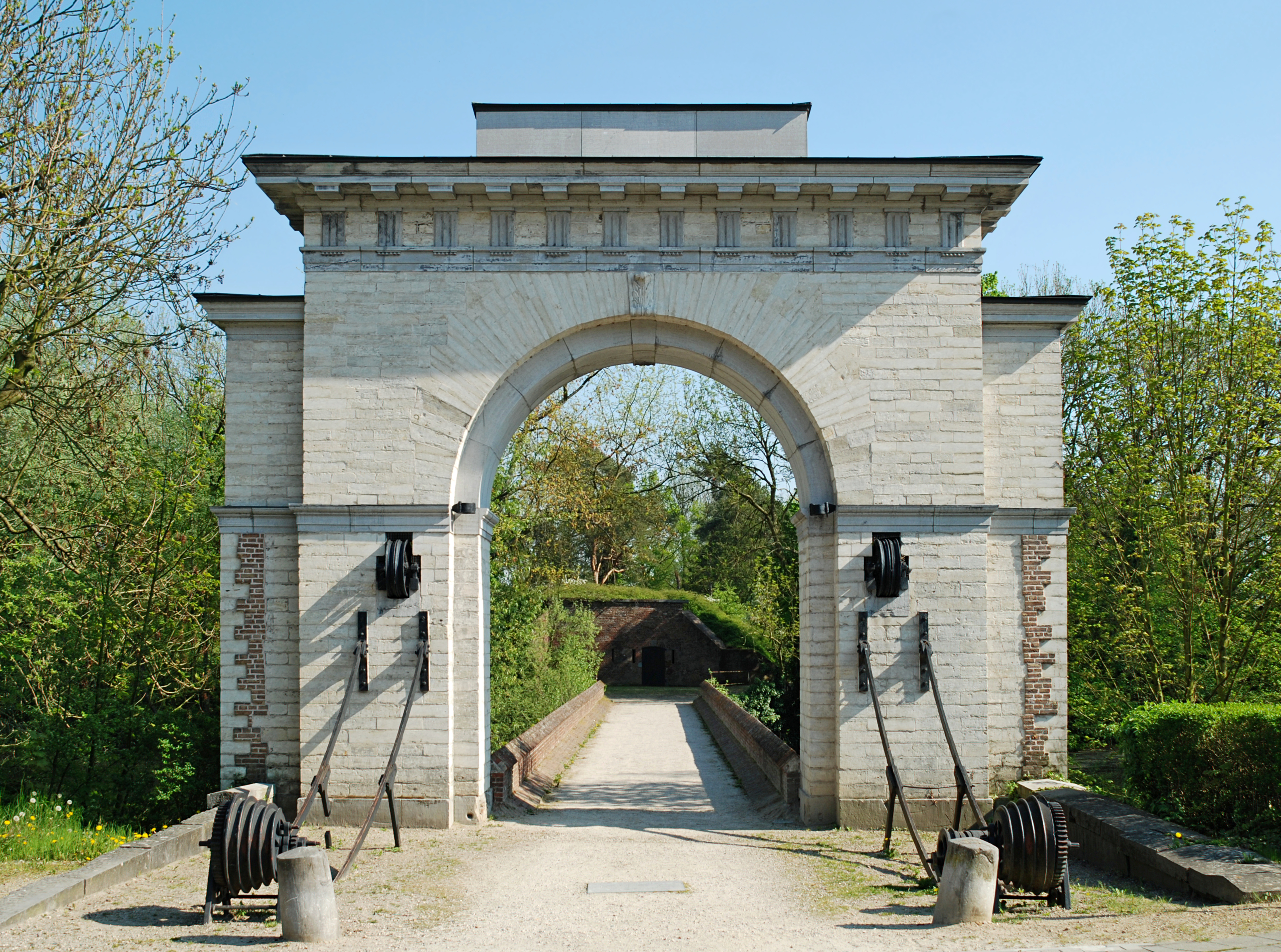
Brusselse Poort

### Tot de Gallo-Romeinse periode
In Dendermonde werden het skelet van een mammoet en ook een bot van een prehistorische neushoorn ontdekt. In Vlassenbroek, een gehucht van Baasrode, vond men mesolithische jagerskampen met werktuigen uit vuursteen (silex), die dateren uit circa 10.000 v. Chr., wat wijst op een zeer vroege menselijke aanwezigheid in de regio. De Scheldevallei werd reeds bezocht door rondtrekkende jagers, voor de mens aan landbouw of veeteelt deed. In de bronstijd werd op het Hoogveld een tumulus (cirkelvormige grafheuvel) opgericht.
In de Schelde tussen Dendermonde en Zele vond men bronzen tongzwaarden (ca. 1.100 - 750 v. Chr.). Ze waren gebroken en dus onbruikbaar gemaakt, mogelijk met een religieuze bedoeling. Dit bewijst dat er ten laatste in de achtste eeuw v. Chr. reeds handelsroutes over grote afstanden bestonden, vermits tin, een van de grondstoffen, nodig voor de vervaardiging van brons in onze streken niet voorkomt.
Opgravingen in het voorjaar van 2010 aan het Kleinzand te Grembergen brachten sporen van een nederzetting uit de vroege ijzertijd (ongeveer 800 v. Chr.) en drie Romeinse brandrestgraven aan het licht. Deze site werd in de Romeinse tijd, vanaf 175 na Chr. opnieuw als landbouwzone in cultuur gebracht. Bij graafwerken in de Dendermondse polder trof men werktuigen uit het neolithicum (vroege landbouwperiode).
Op de hoog gelegen Zwijvekekouter vonden archeologen in de zomer van 1956, onder leiding van professor De Laet, twee Gallo-Romeinse brandrestengraven. Ze dateren van circa 125-150 na Christus. Op het Hoogveld vond men een graanspieker uit de ijzertijd en een Keltisch-Romeins heiligdom. Uit de Dender haalde men vele bronzen en één verzilverde Romeinse munt, o.a. uit de tijd van keizer Constantijn de Grote.

### Stichting van de stad en bloeiperiode tot de 13e eeuw
Als gevolg van de volksverhuizingen werd de geromaniseerde Scheldevallei geleidelijk bewoond door Germaanse nieuwkomers. Het christelijk geloof en de Germaanse religie bestonden zo gelijktijdig. Op de Zwijvekekouter ontstond een begraafplaats. Dankzij de opgravingen door archeologen van de Koninklijke Musea voor Kunst en Geschiedenis in 1933 tot 1935 werd Saksisch aardewerk, Frankisch glas, een zilveren fibula (5de eeuw) en een gouden ring (7e eeuw) gevonden. In 843 plaatst het Verdrag van Verdun Dendermonde in Lotharingen, het middenrijk dat aan keizer Lotharius I toekwam tussen het gebied van diens broers Karel de Kale en het Oost-Frankische rijk van Lodewijk de Duitser.
Door de zeer gunstige ligging aan twee bevaarbare waterlopen (Dender en Schelde) ontstond in de Frankische periode een pre-stedelijke nederzetting op de plaats van de huidige Vlasmarkt. Later ontstond er ook bewoning op de linker Denderoever in de omgeving van een burcht.
Deze burcht was de opvolger van een eenvoudige versterking, zoals er langs de Schelde vele opgericht werden om de bevolking te beschermen tegen de plunderende Vikingen. Deze houten burcht werd ca. 950 na Chr. in opdracht van keizer Otto II, zoon van Otto de Grote, gebouwd. Omringd door Dender en Visgracht, bevond ze zich op de plaats waar thans het gerechtsgebouw staat en vormde de bestuurlijke zetel van het Land van Dendermonde. Deze heerlijkheid bestond reeds voor het begin van de twaalfde eeuw.
Het Sint-Alexiusbegijnhof bestaat sinds 1288. Het vormde een oord van devotie in het hart van de stad.
De stad zelf maakte vanaf 1233 geen deel meer van uit van de heerlijkheid. De naam Dendermonde werd het eerst vermeld in een oorkonde Rainghouts de Thenremonde uit 1087. Bij de burcht kwam een burchtkapel en op de huidige Grote Markt was in de elfde eeuw een begraafplaats.
De eerste heren van Dendermonde waren de afstammelingen van de provoosten van de Gentse Sint-Baafsabdij.
Voor 950: Wenemar van Dendermonde
977-991: Hermenfried van Dendermonde, zoon van Wenemar
1019: Robrecht van Dendermonde
Ringoot, heer van Dendermonde, zoon van Ringoot de Kale van Gent, overleed op 3 oktober 1106. Men vermoedt dat hij een dochter had die huwde met Daniel, kleinzoon van Boudewijn I van Aalst.
Robrecht III van Bethune,  bijgenaamd "de Leeuw van Vlaanderen", huwde met Blanche van Anjou-Sicile, een kleindochter van koning Lodewijk VIII van Frankrijk. 
In 1223 werd in Dendermonde een cisterciënzerinnenabdij gesticht en in 1233 kende Robrecht VII van Bethune Dendermonde stadsrechten toe. Rond 1200 was de Dender al bevaarbaar tussen Dendermonde en Aalst. Later konden schuiten, wanneer er bij voldoende regen genoeg water in de rivier stond, ook Ath bereiken.
In de dertiende en veertiende eeuw was Dendermonde een omwalde stad in volle expansie, dankzij de textielnijverheid. Ze had zandstenen muren, torens en poorten. Aan de binnenkant van de stadsmuren waren gewelven die bescherming boden bij vijandelijke aanvallen. De stad had vier stadspoorten: 1) in het westen de Steenpoort aan de huidige Kerkstraat voor de verbinding met Gent, 2) in het noorden de Waaslandpoort aan de Veerstraat voor de verbinding met het Waasland, 3) in het noordoosten de Mechelsepoort aan de Mechelsestraat voor de verbinding met Mechelen, 4) in het zuidoosten de Brusselsepoort voor de verbinding met het hertogdom Brabant en Brussel. In het stadscentrum liepen vele grachten (thans overwelfd), zoals in het midden van de Kerkstraat, de Van Winckellaan en de Oude Vest. De welvaart was gebaseerd op 4 pijlers: de lakennijverheid, de vlasnijverheid, de ambachten en de handel. Er was een jaarlijkse jaarmarkt waar Vlaamse, Franse en Duitse handelaars hun waren verkochten. Uit Frankrijk kwam wijn; uit Duitsland bier en keramiek.

### Veertiende en vijftiende eeuw
Van 1297 tot 1303 werd Dendermonde bezet door de troepen van koning Filips IV van Frankrijk (Filips de Schone). Mogelijk namen Dendermondenaren in 1302 deel aan de Guldensporenslag. De Denderbrug die Grote Markt en de Koornaard (nu Vlasmarkt geheten) met elkaar verbond, was tot 1380 in hout. Ze werd toen in zandsteen herbouwd. Ondanks de strategische ligging, raakte Dendermonde in de 15e eeuw langzamerhand in economisch verval.
Aan het einde van de veertiende eeuw was in Dendermonde een zilversmid actief en ook in de vijftiende, zestiende en zeventiende eeuw werkten zilversmeden in de stad. Zij vervaardigden ringen en religieuze voorwerpen. Ook werden er tinnen voorwerpen gemaakt. De textielindustrie (het Dendermondse laken) veroorzaakte in de veertiende eeuw gewapende conflicten met Gent, dat zich door de Dendermondse concurrentie bedreigd voelde. In 1380 werd de stad door de naijverige Gentenaars belegerd, ingenomen en leeggeplunderd. Dit ging gepaard met veel bloedvergieten, zelfs tegenover vrouwen en kinderen. Vanaf 1384 werd Dendermonde opgenomen in de bezittingen van de hertogen van Bourgondië. Filips de Goede, hertog van Bourgondië en graaf van Vlaanderen bracht in 1465 een bezoek aan Dendermonde. Hij gaf toestemming om een nieuw Vleeshuis te bouwen.
Begin 15de eeuw bevond zich het zogenaamde nieuwe Lombaardenhof in de Boomgaardstraat.  Daar werkten bankiers, meestal afkomstig uit Frankrijk of Noord-Italië (Lombardije).
In 1468 ontving het stadsbestuur Margaretha van York, echtgenote van de laatste Bourgondische hertog, Karel de Stoute. Ze bezocht de Lakenhalle (nu stadhuis) en de Onze-Lieve-Vrouwekerk.

### Zestiende en zeventiende eeuw
Vanaf 1538 vinden we in de rekeningen van de Dendermondse baljuws aanduidingen terug van protestantse invloeden. De Spaanse inquisitie was ook in Dendermonde actief. Tijdens de Beeldenstorm van 1566 werd het interieur van de Onze-Lieve-Vrouwekerk volledig vernield. Sporen van deze vernielingen zijn nog steeds zichtbaar aan de pilaren waar de decoratie gedeeltelijk weggekapt werd. Terwijl de stad in handen was van de beeldenstormers werd deze kerk zelfs als stal voor dieren gebruikt.
In 1565 werden uitermate nauwkeurige kaarten gemaakt van Dendermonde door Jacob van Deventer (cartograaf) en in 1584 door Pierre Le Poivre. Deze kaarten of plattegronden waren opgesteld met militaire bedoelingen om de stad beter te kunnen verdedigen. 
De Tachtigjarige Oorlog deed het bevolkingsaantal in het Land van Dendermonde bijna halveren. Na diverse andere epidemies, brak in 1569 de pest uit, waardoor de verering van H. Rochus in de dekenale kerk opnieuw een herleving kende. Op 5 september 1572 werd Dendermonde veroverd door troepen van Willem van Oranje, onder leiding van kapitein Nuffel uit Mechelen, maar een maand daarna ontvluchtten zij de stad en werd Dendermonde door de Spaanse troepen ingenomen en geplunderd. Na de Spaanse Furie in Antwerpen (november 1576) slaagde François van Ryhove erin om het Spaanse garnizoen in Dendermonde af te kopen en te doen vertrekken; als beloning werd hij hoogbaljuw van Dendermonde. Op 4 augustus 1578 kwam de stad in handen van de Staten, op 12 maart 1579 vestigden radicale protestanten er de macht van de calvinistische Gentse Republiek, waarna de katholieke clerus uit de stad werd verbannen en alle geestelijke goederen werden geconfisqueerd. Op 14 augustus 1579 werd Baasrode door de Spanjaarden platgebrand. Vele inwoners van het dorp vluchtten of werden vermoord. Op 17 augustus 1584 moest Dendermonde capituleren voor de Spaanse troepen van Alexander Farnese, hertog van Parma en Piacenza en bleef daarmee een overwegend katholieke stad.
Vervolgens werd een nieuwe vesting gebouwd.

 De aartshertogen Albrecht en Isabella deden hun blijde intrede in de stad op 27 januari 1600. In 1603 vond een heksenproces plaats tegen Anna Scoorcx uit Zele. Ze stierf op de pijnbank.
Lodewijk XIV, koning van Frankrijk belegerde de stad in 1667, maar ontsnapte nipt aan de dood en moest zijn leger terugtrekken toen Dendermonde de polders liet overstromen. Tijdens de Spaanse Successieoorlog was het lot de stad minder gunstig gezind. In 1706 werd de stad door de Britse generaal Hertog van Marlborough in puin geschoten.

### Het Oostenrijks bestuur
Op de Vredesconferentie in Utrecht (1712-1713) werd beslist dat de Spaanse Nederlanden voortaan door de Oostenrijkse Habsburgers zouden bestuurd worden. Er kwam echter een reeks garnizoenen met soldaten uit de Republiek (Verenigde Provinciën) in de Zuidelijke Nederlanden, wat door de Oostenrijkers als een vernedering ervaren werd.
Het tweede Barrièretraktaat van 1717 had als gevolg dat de Dendermondse kazernes bemand werden door Nederlanders en Oostenrijkers, die met de troepen in de andere barrièresteden een bescherming tegen een eventuele Franse agressie, moesten garanderen. Door de aanwezigheid van soldaten uit de Verenigde Provinciën had de stad opnieuw een protestantse gemeente.
Toch viel Frankrijk de Nederlanden opnieuw aan. De Franse koning Lodewijk XV zocht zoveel mogelijk gebieden te annexeren om Frankrijk sterker te maken. Van 1745 tot 1749 werd Dendermonde bezet door het Franse leger. Na 1750 kon de stad zich herstellen en nieuwe initiatieven nemen. In 1768 werd begonnen de Dender tussen Aalst en Dendermonde te kanaliseren. Economisch kende Dendermonde onder het Oostenrijks bestuur een nieuwe bloeiperiode die duurde tot 1794.
Op 13 november 1792 vond bij Dendermonde een gevecht plaats tussen Franse en Oostenrijkse troepen. Na de beslissende Franse overwinning in de Slag bij Fleurus (1794) op Oostenrijk werden de Oostenrijkse Nederlanden definitief door Frankrijk bezet.
In het Land van Dendermonde betekende dit verkrachtingen, opeisingen en afpersing door de Franse soldaten.

### Napoleon, Willem I en het jonge onafhankelijke België
In het begin van de negentiende eeuw telde Dendermonde 5.000 à 6.000 inwoners. De havenbedrijvigheid en de talrijke religieuze gebouwen typeerden het centrum binnen de stadspoorten en omwalling, waarvan vandaag nog resten overblijven.
Een tekenschool werd in 1800 georganiseerd op initiatief van schilders, architecten en enkele gemeenteraadsleden. Hier zou de Koninklijke Academie voor Schone Kunsten uit ontstaan. Nadat het adres ervan enkele malen veranderde was ze sinds 1883 in de Dijkstraat gevestigd. 
In 1800, onder het bewind van eerste consul Napoleon Bonaparte, bekwam Dendermonde, ondanks het feit dat het een relatief kleine stad was, een rechtbank van eerste aanleg. Op de spits van het belfort werd een koperen bol geplaatst met bovenaan de letter N (Napoleon) en de naam van de Kerkstraat, destijds de belangrijkste straat in het centrum, werd veranderd in "Rue Bonaparte". Na Napoleon's nederlagen in Duitsland (1813) en zijn eerste abdicatie (1814) verdween alles wat herinnerde aan de Franse keizer. Bij het begin van het Congres van Wenen werden de Oostenrijkse Nederlanden toegewezen aan Nederland.
Onder het bewind van de Nederlandse koning Willem I (1815-1830) werd de militaire verdedigingsgordel rond het stadscentrum omgevormd. Er kwamen nieuwe stadspoorten (Brusselse Poort), bastions (Bastion V), bunkers en arsenalen in het kader van de Wellingtonbarrière, die nog grotendeels bewaard zijn. Tijdens het Verenigd Koninkrijk der Nederlanden werd van 1827 tot 1830 een infanteriekazerne gebouwd, nu beschermd als monument. Tijdens de Belgische Revolutie kon, ondanks de aanwezigheid van Nederlandse troepen de overgang naar een onafhankelijk België zonder geweld verlopen.
Het Heilige Maagdcollege werd in 1834 door de priesters Jan Baptist Van Bavegem en Jan Lodewijk D’Hollander opgericht. Het was oorspronkelijk gelegen aan de Beestenmarkt (nu Emiel Van Winckellaan genaamd). Na de verwoesting door het Duitse leger van de schoollokalen in 1914 verhuisde het naar de Kerkstraat. De Sint-Pieter en Paulusabdij van de orde der Benedictijnen werd in 1837 opgericht en is een voortzetting van de abdij van Affligem die in 1796 door de Franse revolutionaire bezetters werd opgeheven.
Dendermonde was na Brussel en Mechelen de derde stad op het Europese continent die een spoorwegverbinding kreeg. Op 2 januari 1837, kwam koning Leopold I van België naar Dendermonde. In de namiddag kwam de stoomtrein ‘Le Bayard’ vanuit Mechelen de fiere stad binnengereden. Vijftien saluutschoten werden afgevuurd toen de eerste trein op de lijn Mechelen-Dendermonde-Gent toekwam. In 1837 kwam er een houten stationsgebouw, dat in 1849 door een gebouw in baksteen vervangen werd. In 1850 werd de stad opnieuw bezocht door koning Leopold I. Dankzij het station ontwikkelden de Vlasmarkt en de Brusselsestraat zich tot  winkelstraten. Zij vormen immers de verbinding tussen het bestuurlijke centrum (stadhuis en justitiepaleis) en het station. 
De Stedelijke Bibliotheek (openbare bibliotheek) ging in 1850 van start. In 1856 werd in de Kerkstraat het Sint-Vincentiusinstituut gesticht (klooster voor zusters van de orde van Sint-Vincentius), waaruit een meisjesschool ontstond. Het bedrijf Vertongen-Goens dat bestond uit een kabelfabriek en een touwslagerij stelde honderden arbeiders te werk.
Het stedelijk kerkhof, ontworpen door stadsarchitect Edouard Bouwens werd in 1882 aangelegd op de grens met Appels. Het jaar 1911 bracht de opening van de eerste bioscoop.

### Twintigste eeuw: 1900 tot 1944
De neogotische Sint-Egidiuskerk in Sint-Gillis-Dendermonde werd tussen 1903 en 1907 naar een ontwerp van architect H. Vaerwyck gebouwd met een hoge monumentale toren. In 1906 werd de status van vestingstad door het Belgisch leger opgeheven, maar de kazerne bleef in gebruik. Reeds in 1892 bestond er in Dendermonde een ontluikende Vlaamse Beweging, waarvan Lodewijk Dosfel een bezieler was.
In 1914 was er een Ros Beiaardommegang naar aanleiding van de aanstelling van burgemeester Leo Bruynincx.
Tijdens de Eerste Wereldoorlog werden van 4 tot 6 september 1914 bijna alle huizen in het centrum verwoest, toen het Duitse leger van Wilhelm II brandstichtte. Voor de brandstichting werden huizen en winkels geplunderd, waarbij de Duitse soldaten vooral voedingsmiddelen roofden. Het Vleeshuis op de Grote Markt, een aantal hoekwoningen en arbeidershuisjes bleef gespaard. De rookpluim van de brand was te zien in het Waasland en tot in Destelbergen. De bevolking leefde in kelders, kazernes en barakken of trok weg. Op 16 en 17 september werd opnieuw door het Duitse leger brand gesticht. Nu werden de openbare gebouwen geviseerd. Ook het stadhuis en belfort brandden af, waarbij een deel van het stadsarchief verloren ging. De fabriek van Vertongen-Goens, die touwen en staaldraadkabels produceerde werd verwoest. Door deze wreedheden tegen haar burgerbevolking behoort Dendermonde tot de zeven Belgische martelaarsteden. Slechts 4 procent van de huizen bleef bewoonbaar en de bevolking daalde van ruim 10.000 tot slechts 2.000 inwoners. De daklozen trokken weg naar andere gemeenten.
Zowel uit Dendermonde als de naburige gemeente Sint-Gillis werden gijzelaars weggevoerd naar Duitsland. Als gevolg van de armoede trokken tijdens de oorlog of na 1918 enkele begoede families weg uit de stad. Ze verhuisden tijdelijk of definitief naar Overmere, Waasmunster en Zele. Daardoor had Dendermonde in de jaren twintig minder industrie dan in 1914. Op industrieel vlak kwam Dendermonde deze zware klap nooit volledig te boven en ook cultureel (onderwijs, schilderkunst en muziek) was het een groot verlies.
Wegens zijn vroegere functie van vesting- en garnizoensstad en de catastrofe van 1914 is Dendermonde niet uitgegroeid tot een grote stad. 
Het oorlogsmonument op het Heldenplein werd ingehuldigd in juli 1924. In 1933-1934 werd een betonnen viaduct over de spoorwegen tussen Dendermonde en Sint-Gillis-bij-Dendermonde aangelegd. Tijdens de Tweede Wereldoorlog bleef de stad gespaard van vernielingen. In september 1942 werd Dom Anselmus, die actief was in het verzet door de Geheime Feldpolizei gearresteerd en op 10 november van hetzelfde jaar gefusilleerd in de bossen van Loppem. Op 4 september 1944 werd Dendermonde bevrijd door Britse troepen.

### Twintigste eeuw: van 1945 tot 1995
In 1953 (nacht van 31 januari op 1 februari) ontstonden als gevolg van een zware storm vier dijkbreuken in Vlassenbroek, één in Appels en één in Grembergen. Het Scheldewater overstroomde Vlassenbroek en een deel van de wijk het Keur. Vee verdronk en de materiële schade was groot, maar de inwoners van Vlassenbroek konden zich redden. In 1966 probeerde Aalst de rechtbank van eerste aanleg, gevestigd in Dendermonde, naar Aalst te doen verhuizen, wat echter mislukte. Pas in 1968 verliet het Belgisch leger Dendermonde definitief toen het er geen depot meer had.
In de tweede helft van de twintigste eeuw werden belangrijke openbare werken uitgevoerd, zoals het dempen van de Oude Vest (een middeleeuwse gracht), het aanleggen van de Noordlaan. In 1966 bracht koning Boudewijn Dendermonde een officieel bezoek.
In de jaren 1970 kwam er een tweede brug over de Schelde (Vlassenbroekbrug) en het omleggen van de Dender buiten het stadscentrum. Voor deze omlegging kwam ten westen van het stadscentrum in de Sint-Onolfspolder een nieuwe bedding (1968 -1978). Ook werd een aan de monding van de Dender een tijsluis gebouwd. De sluizen aan het oude Sas verloren hun functie.
Het stadsbestuur koos voor het gedeeltelijk dempen van de oorspronkelijke Dender in het stadscentrum tussen de monding en de Bogaerdbrug, ondanks het protest van vele omwonenden en van haast heel de culturele sector. 
Vanaf 1970 kwamen er flatgebouwen. Ook nu neemt het aantal appartementen in de binnenstad flink toe.
Tijdens de fusies werden de volgende gemeenten toegevoegd: 1971 Appels, Sint-Gillis-bij-Dendermonde; 1976 Baasrode, Grembergen, Mespelare, Oudegem en Schoonaarde. De Oude Vest werd omgevormd tot een aangename, shopvriendelijke winkelstraat. In 1994 werd het serviceflatgebouw Klein-Kwartier in de Lodewijk Dosfelstraat geopend door Jan Lenssens, senator en voormalig Vlaams minister.
In de twintigste eeuw bestond er een regionale pers over Dendermonde en naburige gemeenten zoals De Voorpost en Denderland - Weekblad voor Dendermonde en omliggende gemeenten. Dat laatste blad verscheen wekelijks op zaterdag en werd uitgegeven door Henri Dauwe.

### Recente geschiedenis
In 1995 werd een Ros Beiaardbeeld opgericht op het rond punt tussen de Brusselsestraat en de spoorwegviaduct. Het sas in de binnenstad, dat door de omlegging van de Dender geen functie meer had, werd vanaf 2006 gerestaureerd. Het maakt nu deel uit van een drukke fietsroute.
Op 28 mei 2000 deed het Ros Beiaard opnieuw zijn ronde door de stad. In 2009 viel Kim De Gelder een crèche aan in Sint-Gillis-bij-Dendermonde, maakte drie dodelijke slachtoffers en verwondde tien kinderen en twee volwassenen. Het rusthuis Aymonshof, in de jaren zestig van de 20e eeuw gebouwd aan de Gentsesteenweg, werd in 2002 vervangen door een nieuwbouw. Ernaast kwam de sociale campus van het OCMW.
Ook in 2010 was er een ommegang van het Ros Beiaard, onder massale belangstelling. In 2020 vond de ommegang, voorzien op zondag 24 mei, niet plaats wegens de lockdownmaatregelen tegen COVID-19. In 2022 kon de ommegang alsnog plaatsvinden. Op 26 september 2010 werd de nieuwe openbare bibliotheek (algemeen) in de Kerkstraat in gebruik genomen. Het gebouw heeft ook een polyvalente zaal die gebruikt wordt voor tentoonstellingen, de zaal 't Sestich.
Op 24 april 2017 brachten koning Filip en koningin Mathilde een werkbezoek aan Dendermonde. Ze bezochten onder andere een opvangcentrum voor jongeren. De koning had belangstelling voor de begeleiding van niet-begeleide buitenlandse minderjarige vluchtelingen (NBMV). Het koningspaar ontmoette het team en enkele jonge bewoners.
De procedures rond het Provinciaal Ruimtelijk Uitvoeringsplan PRUP voor de bouw van een nieuwe gevangenis in Dendermonde werden eind 2018 beëindigd. De Raad van State besliste dat de plannen in orde zijn.
De burgerlijke en religieuze gebouwen, vooral het stadhuis en de Onze-Lieve-Vrouwekerk worden 's zomers druk bezocht. Bovendien was de stad tot 2014 de hoofdplaats van een gerechtelijk arrondissement, waaronder ook Sint-Niklaas en de streek van Aalst vielen. Dendermonde maakt deel uit van de hulpverleningszone Oost-Vlaanderen Oost.

## Deelgemeenten

### Appels
Maakt deel uit van Dendermonde sinds 1971 (toen 2900 inwoners, Appelsenaren genoemd).
Bekende bedevaartplaats naar de H. Apollonia.
Aan de Schelde het voetveer Appels-Berlare. Een van de laatste aan de stroom. Op de Bevrijdingslaan bevindt zich een terrein van de intercommunale DDS, waar afval verwerkt wordt en burgers zelf glas, karton, hout en grof vuil kunnen afgeven. Er is tevens een kringloopwinkel.
Tussen de Dendermonding en de bebouwde kom van Appels ligt het natuurgebied De Maey in de Sint-Onolfspolder.

### Baasrode
Maakt deel uit van Dendermonde sinds 1977 (toen 6342 inwoners).
Met in het noorden het toeristisch aantrekkelijke kunstenaarsdorp Vlassenbroek, dat vlak tegen de Scheldedijk ligt, met het beschermde laatgotische Sint-Gertrudiskerkje (uit de zeventiende eeuw) en de toren (1677) van de Sint-Ursmaruskerk (uit de zestiende-zeventiende eeuw). Heeft ook een Scheepvaartmuseum Baasrode en Stoomspoorlijn Dendermonde-Puurs. Baasrode grenst in het zuiden aan de gemeente Buggenhout.

### Grembergen
Grembergen maakt deel uit van Dendermonde sinds 1977 (toen 6100 inwoners). De barokke St.-Margarethakerk dateert uit het begin van de achttiende eeuw. Het natuurreservaat Groot Schoor is 8,7 ha groot en is gelegen in de Scheldebocht ter hoogte van Grembergen-Broek. Het is eigendom van de Stad Dendermonde, maar wordt beheerd door Natuurpunt. Het Grembergse Broek heeft een gemiddelde hoogte van twee meter boven de zeespiegel.

### Mespelare
Maakt deel uit van Dendermonde sinds 1977 (Toen 540 inwoners).
Ligt aan de Dender en heeft een vroeggotische Sint-Aldegondiskerk uit de dertiende eeuw met romaanse delen; men vindt er het landhuis Spaans Hof (1643) en een schandpaal (zeventiende-eeuws).

### Oudegem
Maakt deel uit van Dendermonde sinds 1977 (Toen 3950 inwoners).
Gelegen aan de Dender en Schelde heeft het de Onze-Lieve-Vrouwekerk met vroeggotische toren en met een dertiende-eeuwse kruisbeuk. Kloosterhoeve en Bokkenhof (beide uit de achttiende eeuw). Oudegem heeft een sporthal, een volleybalclub (VC Oudegem A), een voetbalclub (SK Oudegem), een manege en een scouts (Scouts en Gidsen Harduyngroep Oudegem - Mespelare).

### Schoonaarde
Maakt deel uit van Dendermonde sinds 1977 (Toen 2190 inwoners), gelegen aan de Schelde. Schoonaarde, dat ten oosten van Wichelen ligt, is van alle deelgemeenten het verst verwijderd van het centrum van Dendermonde. In Schoonaarde bevindt zich een chemisch bedrijf Allnex aan de Steenweg naar Wetteren.

### Sint-Gillis-bij-Dendermonde
Maakt deel uit van Dendermonde sinds 1971. Sint-Gillis heeft 12.846 inwoners (2019) en telt daarmee meer inwoners dan Dendermonde Centrum van voor de fusies. Is vooral bekend omwille van zijn jaarlijkse bloemencorso (of bloemenstoet), waarbij prachtige wagens gedecoreerd met bloemen door de deelgemeente trekken. Deze stoet, waarin ook het Peird van Sint-Gillis meegaat, vindt elk jaar plaats op de eerste zondag van september.
In januari 2009 kwam Sint-Gillis wereldwijd in het nieuws door de steekpartij in Sint-Gillis-bij-Dendermonde.

### Overzichtstabel
| Nr.  | Naam                        | Oppervlakte (km²) | Bevolking 01/01/2021 | Inwoners per km² | NIS-code |
| ---- | --------------------------- | ----------------- | -------------------- | ---------------- | -------- |
| I    | Dendermonde                 | 8,20              | 9.527                | 1.162            | 42006A   |
| II   | Appels                      | 3,87              | 2.843                | 735              | 42006B   |
| III  | Baasrode                    | 8,23              | 6.387                | 776              | 42006E   |
| IV   | Grembergen                  | 9,92              | 7.216                | 727              | 42006D   |
| V    | Mespelare                   | 1,98              | 544                  | 275              | 42006G   |
| VI   | Oudegem                     | 7,25              | 4.109                | 567              | 42006F   |
| VII  | Schoonaarde                 | 5,64              | 2.441                | 433              | 42006H   |
| VIII | Sint-Gillis-bij-Dendermonde | 10,59             | 12.882               | 1.216            | 42006C   |

Bron: Stad Dendermonde

## Bezienswaardigheden

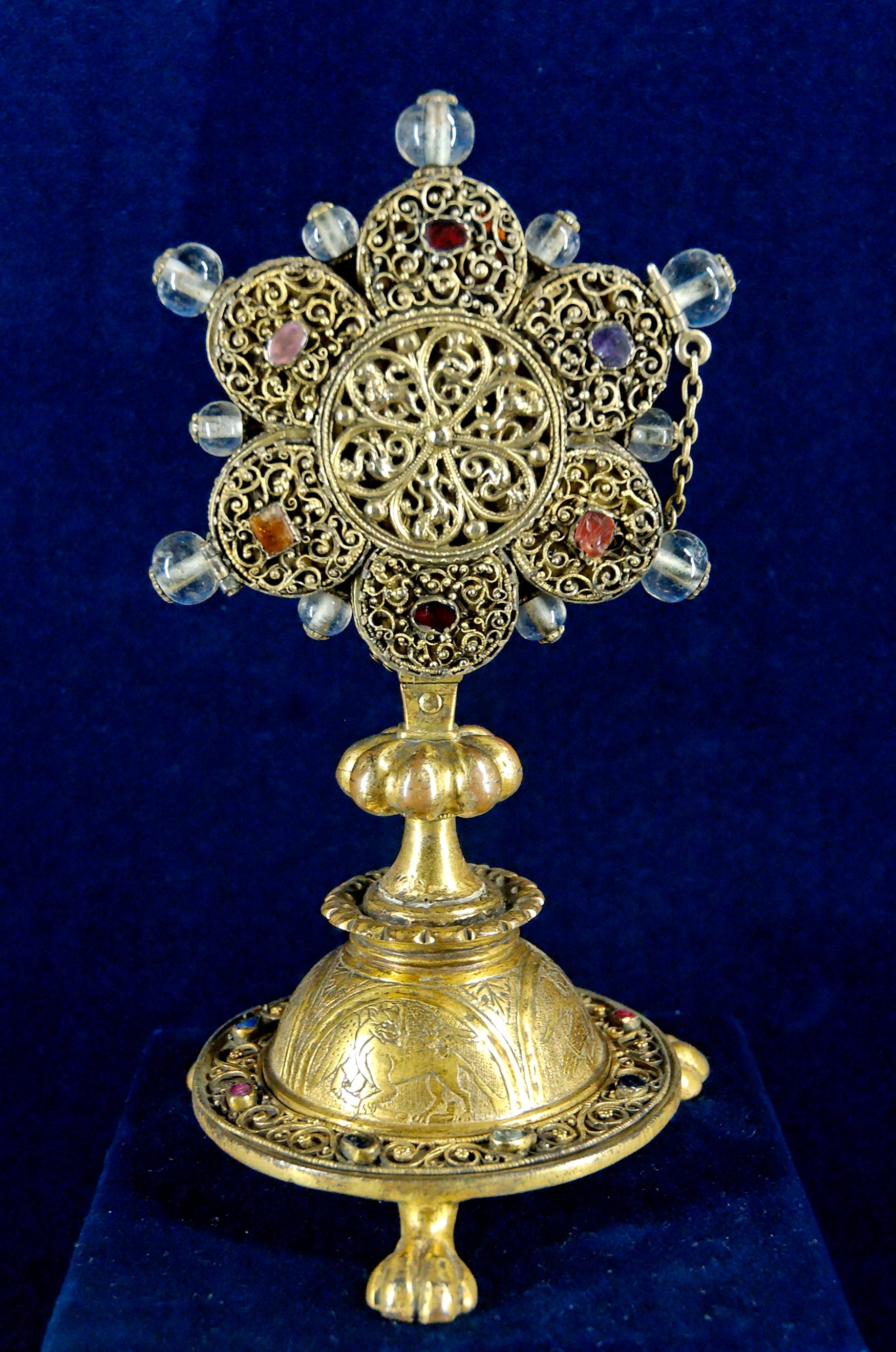
Relikwie uit de Onze-Lieve-Vrouwekerk, meesterwerk van edelsmeedkunst ingelegd met safieren (ca. 1220-1230)

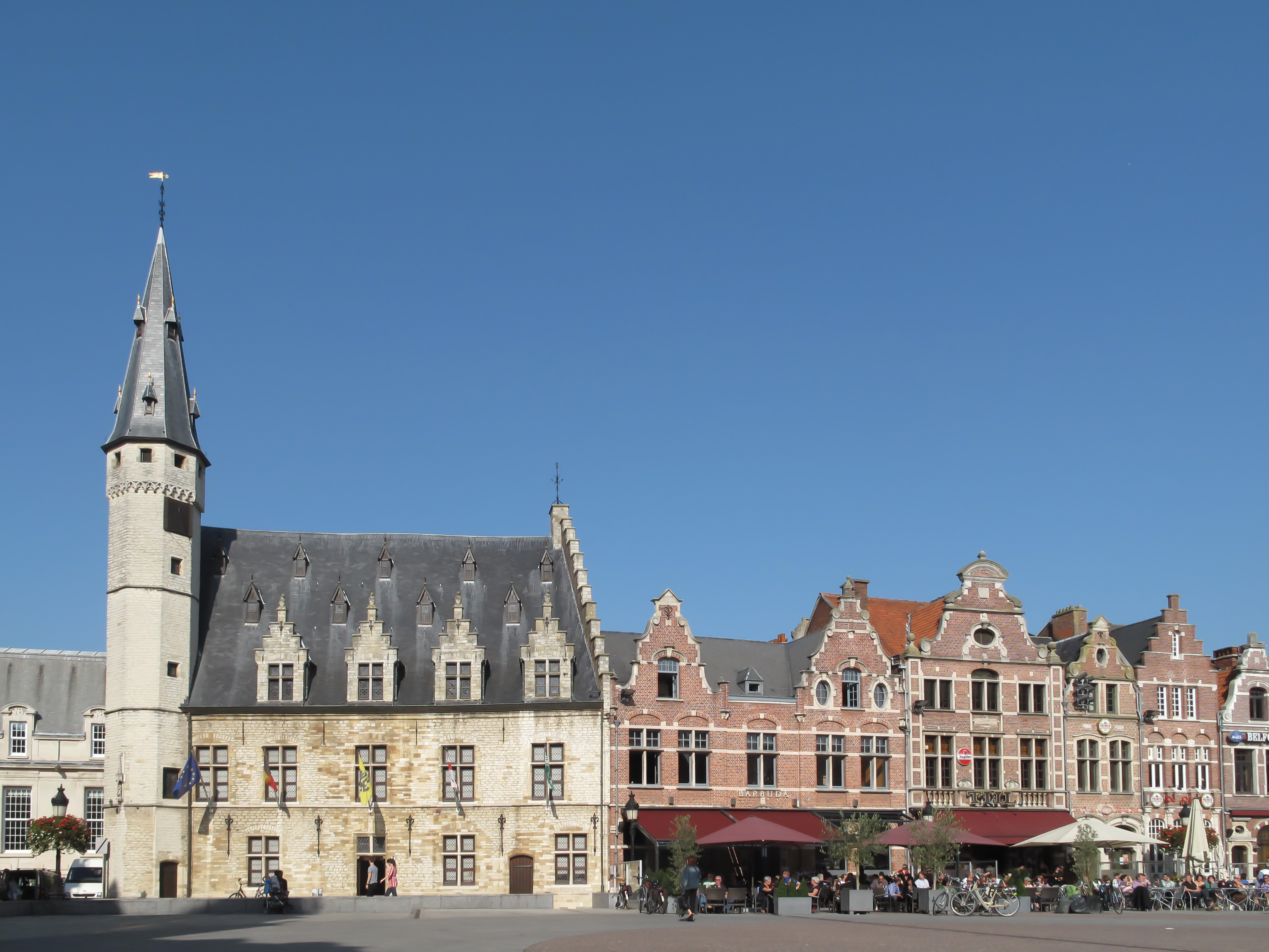
het Vleeshuismuseum

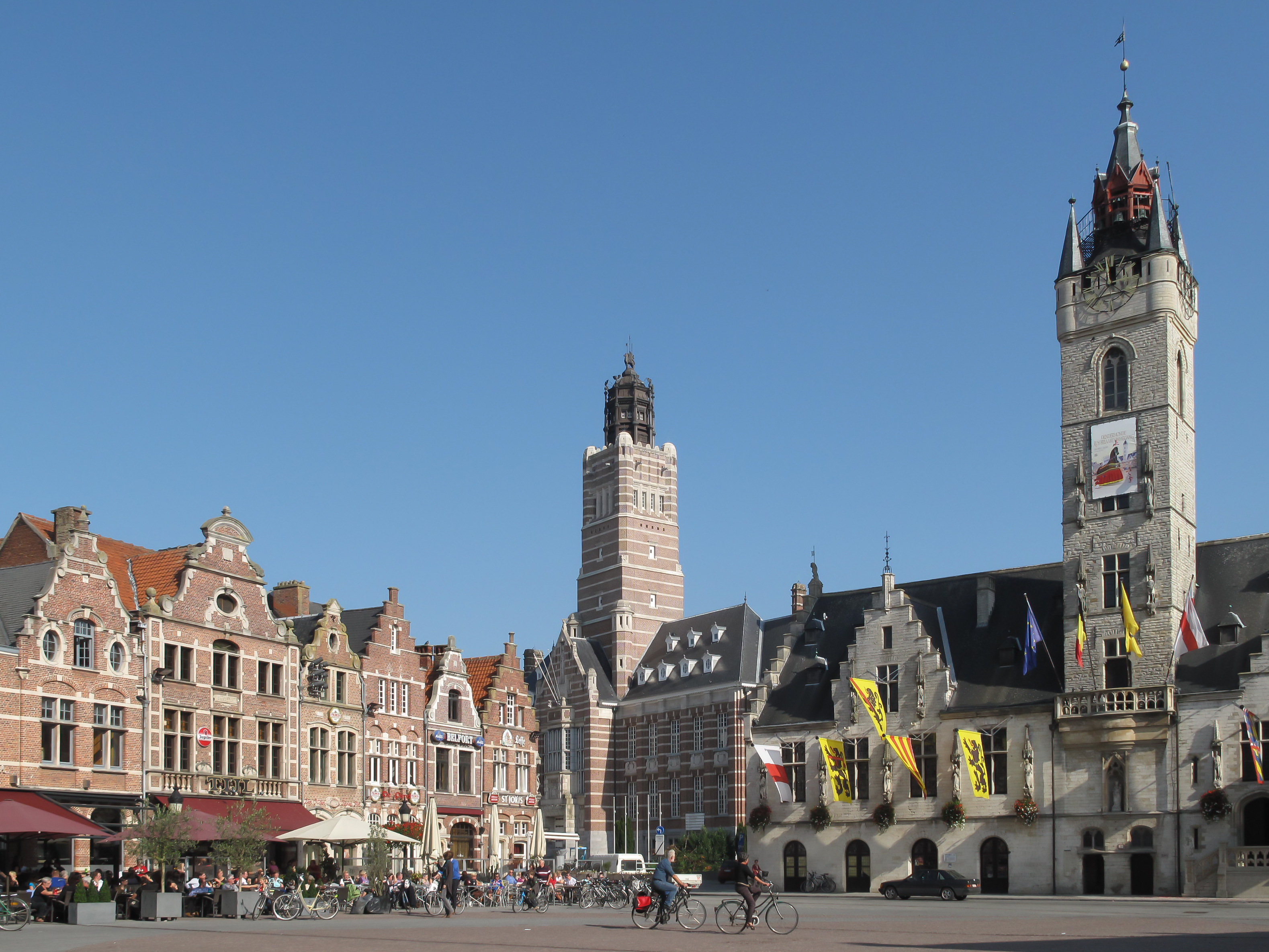
Markt

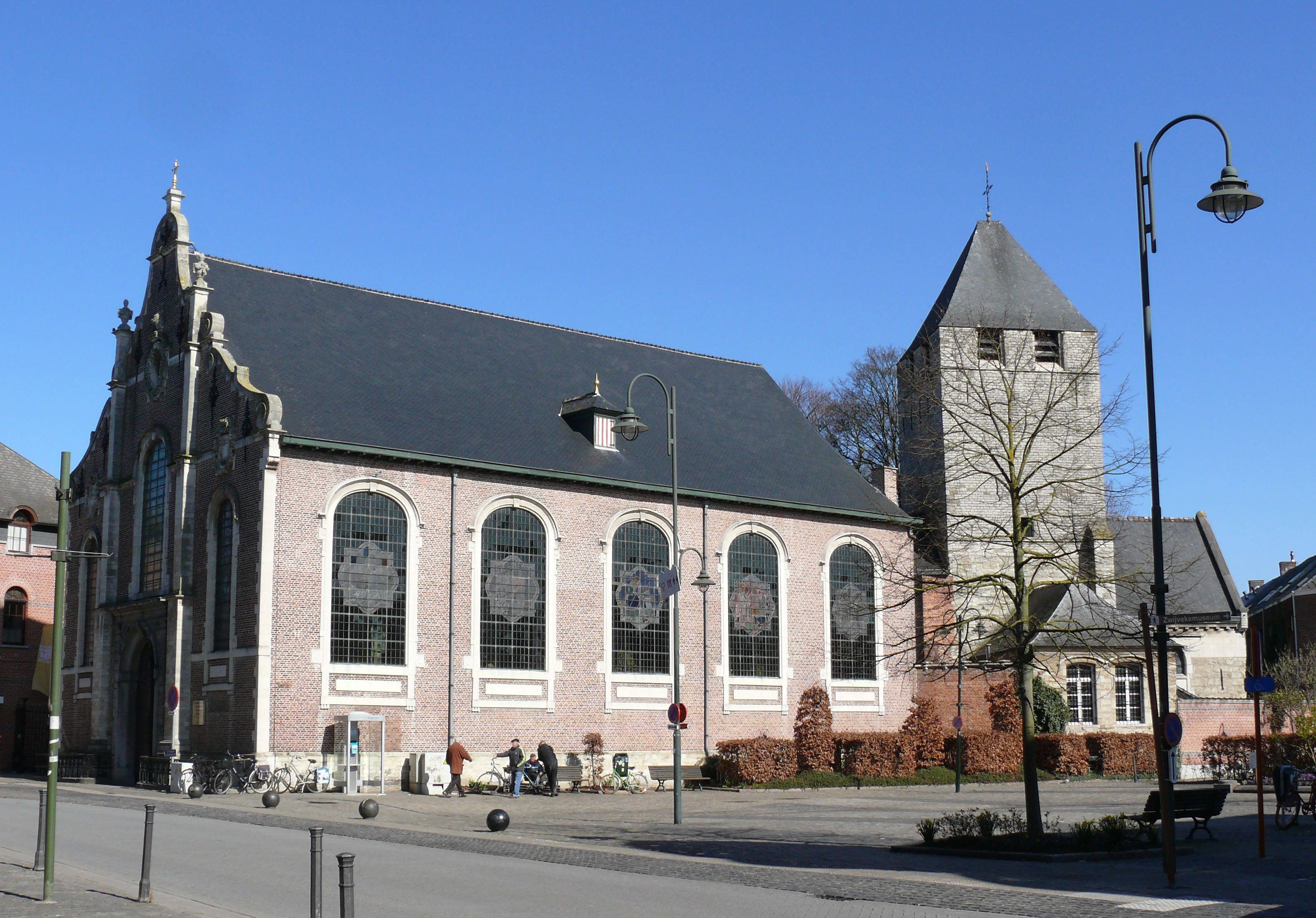
St-Gillis-Binnenkerk

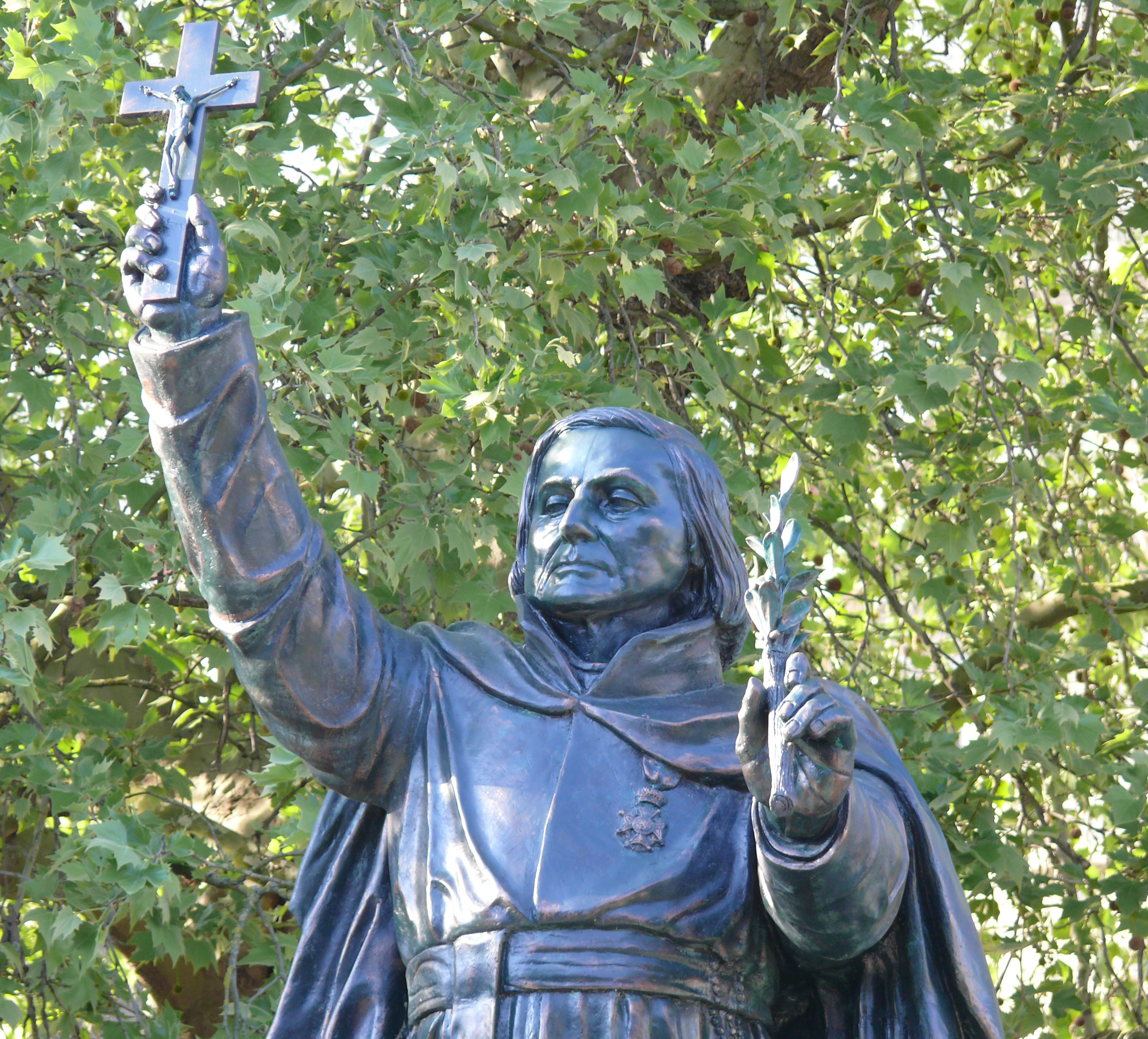
Standbeeld voor Pieter-Jan de Smet s.j.

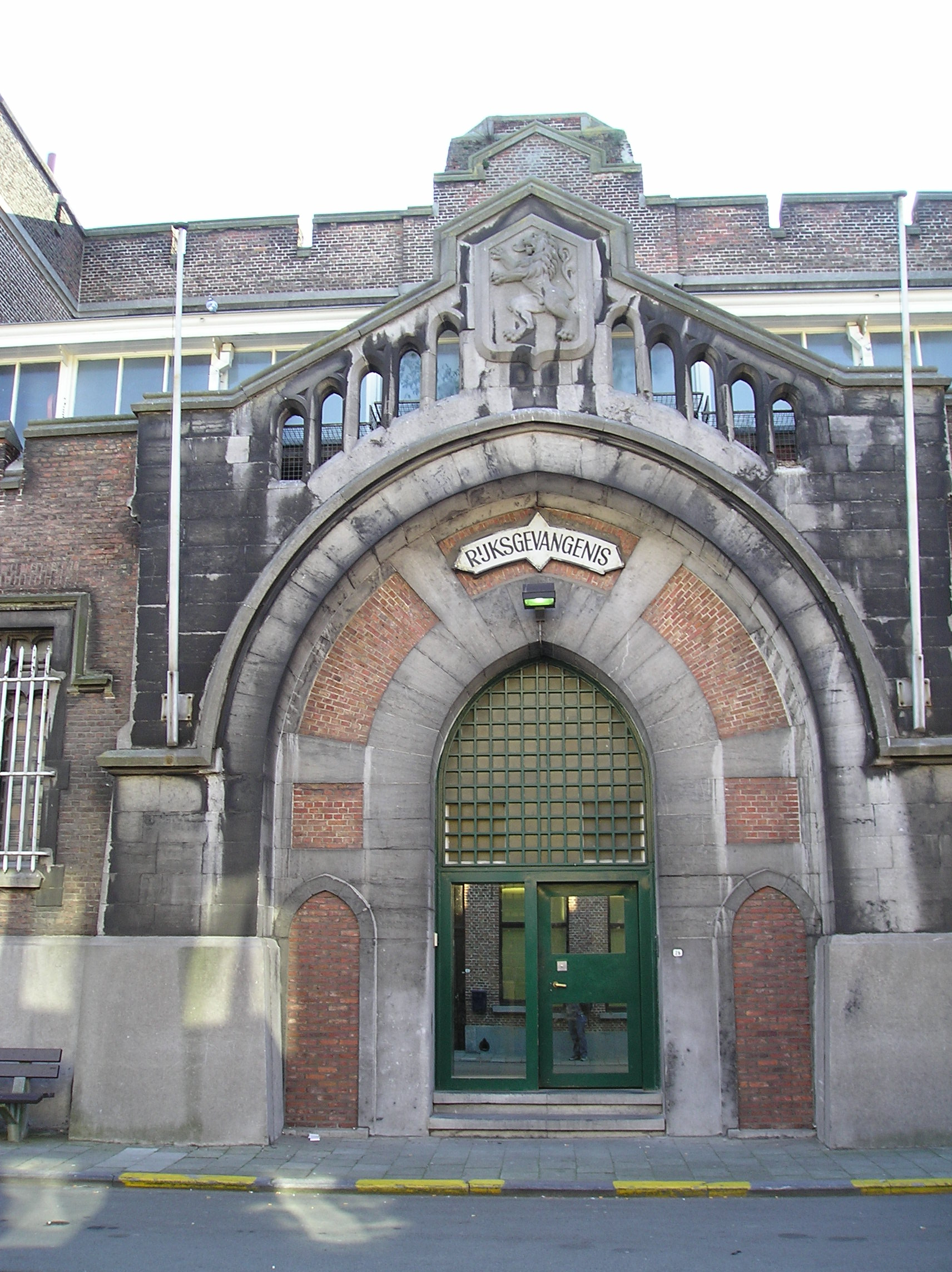
De Dendermondse gevangenis

Dendermonde heeft een omvangrijk bouwkundig erfgoed. Hoogtepunten zijn de Lakenhalle (Stadhuis) en het Vleeshuis (Vleeshuismuseum) op de Grote Markt. Andere historische gebouwen zijn de Onze-Lieve-Vrouwekerk en de Hollandse Kazerne.
- De Grote Markt met zowel middeleeuwse panden als herenhuizen in neotraditionele stijl werd volledig autovrij gemaakt, heraangelegd en in juli 2004 plechtig in gebruik genomen. Een bronzen palmboom met de naam "Coconut voor Dendermonde" van beeldhouwer Peter Rogiers, werd een jaar later aan het geheel toegevoegd.
- Het stadhuis in gotische stijl met Belfort werd in de veertiende eeuw gebouwd als lakenhalle. De Belforttoren werd in 1999 door de UNESCO erkend als Werelderfgoed en bevat een beiaard met 49 klokken.
- Het Vleeshuis uit 1461 met een hoektoren staat tussen de Grote Markt en de Kerkstraat. Het herbergt het oudheidkundig museum met een collectie waarbij de nadruk ligt op de folklore van de stad. Daarnaast is er ook aardewerk uit de Gallo-Romeinse periode, vondsten uit een Merovingisch grafveld (uit de zesde en zevende eeuw) en voorwerpen van de vroege middeleeuwen tot de twintigste eeuw. Ook zijn er fossielen en een volledig skelet van een mammoet die hier 28.000 jaar geleden leefde.

### Religieuze bouwwerken
- Het Sint-Alexiusbegijnhof met 61 zeventiende-eeuwse huisjes en een kapel uit 1927 werd in 1998 erkend als werelderfgoed.
- De Onze-Lieve-Vrouwekerk met centraal gedeelte uit de dertiende eeuw, die naast andere kunstschatten ook twee schilderijen van Antoon van Dyck en een romaans doopvont bevat.
- De Sint-Gillis-Binnenkerk uit de achttiende eeuw met toren uit de vijftiende eeuw.
- De Sint-Jozef Arbeiderkerk
- De Heilige Geestkapel aan de Kerkstraat
- De Sint-Odulfuskapel aan de Sint-Onolfsdijk, die thans gebruikt wordt voor muzikale evenementen.
- Het Sint-Vincentiusinstituut aan de Kerkstraat
- De Abdij van Zwijveke uit de 18e eeuw met zuilengalerij uit 1690.
- De Abdij van Dendermonde uit de 19e eeuw met neogotische kerk uit 1902.
- Het Zwartzustersklooster op de Vlasmarkt uit 1923.

### Militaire bouwwerken
- De Verdedigingswerken van Dendermonde
- De Mechelse Poort en de Brusselse Poort uit 1822, gebouwd in witsteen en arduin.
- Bastion V
- De Hollandse kazerne, gebouwd in 1827-1830 en gelegen aan de Noordlaan is een zeldzaam voorbeeld van militaire architectuur uit het Verenigd Koninkrijk der Nederlanden, waarvan België deel uitmaakte van 1815 tot 1830.
- Het Arsenaal uit 1825.
- De voormalige Rijkswachtkazerne en tuinwijk met 22 rijkswachtershuizen.
- Het Militair Hospitaal.

### Overig onroerend erfgoed
- Het Gerechtsgebouw van Dendermonde uit 1927 aan het begin van de Kerkstraat bevindt zich op de plaats waar ooit de middeleeuwse burcht van de heren van Dendermonde bevond.
- De Rijksgevangenis uit 1863, gebouwd volgens het Ducpétiaux-model.
- De Koninklijke Academie voor Schone Kunsten in art deco.
- De voormalige Handelsbank in art deco.
- De Begraafplaats van Dendermonde met waardevol Funerair erfgoed
- De Kerkstraat, Koningin Astridlaan en het Statieplein met herenhuizen in neotraditionele stijl.
- Het Station Dendermonde in modernistische stijl.
- Het Stadspark Dendermonde omvat een vijver van 5 hectare, die gelegen is in een groene omgeving, gebruikt door sportvissers. Langs de oevers loopt een wandelpad.
- De oude Denderloop door het historische centrum.

### Standbeelden
- Het standbeeld voor Pieter-Jan De Smet, jezuïet en missionaris bij de indianen in de Rocky Mountains in de Verenigde Staten.
- De bronzen buste van koningin Astrid en de groep "Dansende kinderen", beeldhouwwerken van Jos De Decker.
- 't Ros Beiaard, beeld van Jan Desmarets

### Musea
- Stadhuis: herbergt verschillende kunstwerken; op de benedenverdieping een tentoonstelling van Dendermonde en omgeving
- Vleeshuismuseum op de Grote Markt
- Zwijvekemuseum, centraal gelegen achter de Sint-Gillis-Binnenkerk
- Provinciale Erfgoedsite Scheepswerven in de deelgemeente Baasrode.

### Erfgoed
- Lijst van onroerend erfgoed in Dendermonde

## Natuur en landschap
Dendermonde ligt aan de samenvloeiing van de Dender en de Schelde. De hoogte bedraagt 2-4 meter. Door het centrum stroomt de Oude Dender, terwijl de huidige loop van de Dender ten noorden van de stad in de Schelde uitmondt. Het Stadspark Dendermonde werd aangelegd op een deel van de Verdedigingswerken van Dendermonde.
Doordat Dendermonde veel beken; vijvers en waterlopen telt, komen watervogels als de fuut, wilde eend en waterhoen veel voor.

## Demografie

### Demografische ontwikkeling voor de fusie
- Bron:NIS - Opm:1831 t/m 1970=volkstellingen op 31 december

### Demografische ontwikkeling van de fusiegemeente
Alle historische gegevens hebben betrekking op de huidige gemeente, inclusief deelgemeenten, zoals ontstaan na de fusie van 1 januari 1977.
- Bronnen:NIS, Opm:1831 tot en met 1981=volkstellingen; 1990 en later= inwonertal op 1 januari

| Inwoners van jaar tot jaar op 1 januari 1992 tot heden | Inwoners van jaar tot jaar op 1 januari 1992 tot heden | Inwoners van jaar tot jaar op 1 januari 1992 tot heden |
| jaar                                                   | Aantal                                                 | Evolutie: 1992=index 100                               |
| ------------------------------------------------------ | ------------------------------------------------------ | ------------------------------------------------------ |
| 1992                                                   | 42.575                                                 | 100,0                                                  |
| 1993                                                   | 42.687                                                 | 100,3                                                  |
| 1994                                                   | 42.651                                                 | 100,2                                                  |
| 1995                                                   | 42.721                                                 | 100,3                                                  |
| 1996                                                   | 42.847                                                 | 100,6                                                  |
| 1997                                                   | 43.007                                                 | 101,0                                                  |
| 1998                                                   | 43.066                                                 | 101,2                                                  |
| 1999                                                   | 42.994                                                 | 101,0                                                  |
| 2000                                                   | 43.137                                                 | 101,3                                                  |
| 2001                                                   | 43.034                                                 | 101,1                                                  |
| 2002                                                   | 43.168                                                 | 101,4                                                  |
| 2003                                                   | 43.136                                                 | 101,3                                                  |
| 2004                                                   | 43.043                                                 | 101,1                                                  |
| 2005                                                   | 43.081                                                 | 101,2                                                  |
| 2006                                                   | 43.347                                                 | 101,8                                                  |
| 2007                                                   | 43.521                                                 | 102,2                                                  |
| 2008                                                   | 43.610                                                 | 102,4                                                  |
| 2009                                                   | 43.931                                                 | 103,2                                                  |
| 2010                                                   | 44.095                                                 | 103,6                                                  |
| 2011                                                   | 44.257                                                 | 104,0                                                  |
| 2012                                                   | 44.484                                                 | 104,5                                                  |
| 2013                                                   | 44.493                                                 | 104,5                                                  |
| 2014                                                   | 44.768                                                 | 105,2                                                  |
| 2015                                                   | 44.938                                                 | 105,6                                                  |
| 2016                                                   | 45.367                                                 | 106,6                                                  |
| 2017                                                   | 45.583                                                 | 107,1                                                  |
| 2018                                                   | 45.673                                                 | 107,3                                                  |
| 2019                                                   | 45.769                                                 | 107,5                                                  |
| 2020                                                   | 45.870                                                 | 107,7                                                  |
| 2021                                                   | 46.015                                                 | 108,1                                                  |
| 2022                                                   | 46.325                                                 | 108,8                                                  |
| 2023                                                   | 46.916                                                 | 110,2                                                  |
| 2024                                                   | 47.185                                                 | 110,8                                                  |
| 2025                                                   | 47.539                                                 | 111,7                                                  |

## Fietsroutes
- Denderende steden
- Ros Beiaardroute
- Reuzenroute

## Evenementen

### Appels
- Appels Jaarmarkt: Jaarlijks wordt er, op de maandag van de week waarin 21 juli (de Belgische Feestdag) valt, de grootste jaarmarkt van Dendermonde georganiseerd.
- Appelse Feesten georganiseerd door de Koninklijke Muziekmaatschappij Sint-Cecilia
- Appelse Landbouwdagen
- Ommegang van Appels
- Gezinsfestival Koekenaap

### Baasrode
- Scheldefeesten: jaarlijks het 3e weekend van september, een evenement voor jong en oud.
- Tuningday: oorspronkelijk gestart als een aanvulling op de Scheldefeesten, maar ondertussen een volwaardig evenement geworden. Dit vindt plaats op de 3e zondag van september.
- Carnavalstoet: op de laatste zondag voor het begin van de Vasten.
- Scheldeland in Stoom: een tweedaags festival begin juli dat de stoomtrein extra in de bloemetjes zet. Dit vindt plaats in het oude station van Baasrode-Noord op de stoomspoorlijn Dendermonde-Puurs.

### Dendermonde
- Ros Beiaard Ommegang: Elke 10 jaar wordt het Ros Beiaard door de stad gedragen. Het Ros Beiaard wordt voorafgegaan door een middeleeuwse ommegang met figuranten, acrobaten en praalwagens die de lokale versie van de historische sage van het Ros Beiaard en de Vier Heemskinderen vertelt. In 2005 werden het Ros Beiaard van Dendermonde en de drie gildereuzen Indiaan, Mars en Goliath opgenomen in het Werelderfgoed van de UNESCO.
- Traditionele reuzenommegang Katuit: in een folkloristische avondstoet worden de gildereuzen Indiaan, Mars en Goliath voorafgegaan door voornamelijk historische of volkse taferelen met praalwagens, muziekkorpsen, vendelzwaaiers en figuranten en fakkeldragers. Deze ommegang sluit de Dendermondse kermisweek, alsook het zomerseizoen, af en gaat jaarlijks door op de laatste donderdag van augustus.
- Carnavalstoet met jaarlijkse verkiezing van een prins carnaval
- Honky Tonk Jazzkroegentocht
- Folkfestival M'Eire Morough (laatste vrijdag, zaterdag en zondag van juli).
- Groot Internationaal Volkskunstfestival van Volkskunstgroep Reynout (5-jaarlijks festival)
- Parkhappening
- De Vierzustersteden
- Begijnhoffeesten: de laatste feesten vonden plaats in 2005
- Marktrock Dendermonde
- Denderpop: jaarlijks terugkerend rockfestival in het stadspark op 21 en 22 juni
- Scoutsbarbecue: elk jaar het derde weekend van september op het scoutsplein
- Keurkermis: jaarlijkse driedaagse kermis met rondgang van het Peirtje van 't Keur.
- Rosse Buurtenstoet
- Pijndersfeesten
- Donckstraat Kermis: jaarlijkse vierdaagse wijkfeesten met rondgang van het Ros Donckstraat

### Grembergen
- Halfoogstkermis: Reuzenstoet Oude Molenstraat, Denstraat, Smidsestraat, Bankveldstraat en de Matexiwijk Grembergen (telkens de zondag voor of na 15 augustus)
- Reuzenstoet Grembergen (de vrijdag voor de tweede zondag van september) met reuzevuurwerk aan de Rootjesweg in Grembergen.
- Meiboomplanting van Volkskunstgroep Reynout
- Jaarlijks wagenspel op Kermisdinsdag (de dinsdag na de tweede zondag van september) waarbij groepen op een omgebouwde wagen de spot drijven met gebeurtenissen en bekende Grembergenaren.
- Festivalavond van Volkskunstgroep Reynout
- HalfoogstKermis: Proche Rommelmarkt met meer dan 200 standhouders In de Oude Molenstraat en Keefstraat te Grembergen vindt jaarlijkse plaats op 15 augustus

### Oudegem
- Fiësta Aaghem
- Scoutsopening
- Heksentocht van (Jin) scouts Oudegem en JH Move
- Gouden Petattencross
- Gouden Petatten worp met reuzenstoet en kermis
- Jaarmarkt

### Sint-Gillis-bij-Dendermonde
- Flanders Open Rugby: internationaal rugbytoernooi
- Bloemencorso (eerste zondag van september)
- Vemmekensspoeling: oogstfeesten, 15 augustus en dichtstbijzijnde weekend

## Cultuur
De stad heeft een Cultureel Centrum, CC Belgica. Dendermonde herbergt een documentatiecentrum voor jazz- en bluesmuziek: het Jazz Centrum Vlaanderen. Hier vinden thematentoonstellingen over jazz plaats. Het Davidsfonds Dendermonde, de Oudheidkunige Kring, theatergroepen, scholen en verenigingen zorgen voor een gevarieerd cultureel aanbod.
In 2023 vond in Dendermonde 'Books and Bites', de eerste Dendermondse boekenbeurs plaats. Deze beurs werd in 2024 herhaald.

## Gastronomie

### Streekgerechten
- Dendermonds kopvlees, deze streekspecialiteit wordt tijdens Katuit en de Ros Beiaardommegang steeds aangeboden aan het publiek.
- Dendermondse paardenworsten
- Dendermondse vlaai, wordt traditioneel gemaakt voor een kermis of familiebezoek.

### Dendermondse streekbieren
- Aymon, sinds 2000.
- Dendermonde Tripel, wordt sinds 1997 in Peizegem onder licentie van de paters van de Benedictijnen gebrouwen
- Hopmonkey
- Malheur
- Paijner
- Tripel Karmeliet
- Vicaris

## Onderwijs
De stad oefent een sterke aantrekkingskracht uit op de omliggende gemeenten door de aanwezigheid van vele scholen voor algemeen en kunstonderwijs (Koninklijke Academie voor Schone Kunsten en de Stedelijke Academie voor Muziek, Woord en Dans).
Het Óscar Romerocollege, dat ontstond uit een fusie van het Heilige Maagdcollege, het Sint-Vincentiusinstituut en het Vrij Technisch Instituut, oefent een grote invloed uit op de stad en omliggende omgeving. Verder is er het Gemeenschapsonderwijs (Atheneum), een vrij kleinschalige school en ook avondonderwijs (o.a. computervakken, boekhouden en administratie, talen, gastronomie en fotografie in het Centrum voor volwassenenonderwijs CVO Focus.

## Industrie
Het industrieterrein Hoogveld is gelegen tussen de N41, de hoofdweg Hoogveld en de Mechelsesteenweg. In Baasrode bevindt zich het bedrijventerrein Steenkaaistraat. In de Robert Ramlotstraat (Sint-Gillis-Dendermonde) staat een fabriek, Desso, die tapijt produceert en deel uitmaakt van de Franse vloerbekledingsgroep Tarkett. In Oudegem is de papierfabriek VPK Packaging gevestigd.

## Politiek

#### (Voormalige) Burgemeesters
| Periode | Periode    | Burgemeester                            |
| ------- | ---------- | --------------------------------------- |
|         | 1758-1761  | Emmanuel de Waepenaert                  |
|         | ...        |                                         |
|         | 1789-1791  | Karel de Waepenaert de Kerrebrouck      |
|         | ...        |                                         |
|         | 1820-1837  | François van den Broucke de Terbecq     |
|         | ...        |                                         |
|         | 1845-1851  | Pius Joannes Franciscus Sarens-Rousseau |
|         | 1852-1856  | Auguste de Behault du Carmois           |
|         | 1856-1860  | Charles Poppe                           |
|         | 1861-1871  | Désiré Eyerman (LP)                     |
|         | 1872-1888  | Léon De Bruyn (Kath. Partij)            |
|         | 1888-1913  | Omer Van Damme (Kath. Partij)           |
|         | 1914-1920  | Leon Bruynincx (Kath. Partij)           |
|         | 1920-1933  | Albéric Van Stappen (Kath. Unie)        |
|         | 1934-1938  | Jozef Verbelen (Kath. Unie)             |
|         | 1939-1964  | Fernand Portmans (KVV / CVP)            |
|         | 1964-1972  | William Bruynincx (CVP)                 |
|         | 1973-1986  | Albert Cool (CVP)                       |
|         | 1986-1994  | Maurits Dierick (CVP)                   |
|         | 1995-2006  | Norbert De Batselier (SP / sp.a)        |
|         | 2006       | Theo Janssens (sp.a)                    |
|         | 2007-2023  | Piet Buyse (CD&V)                       |
|         | 2024-heden | Leen Dierick (CD&V)                     |

### Verkiezingsresultaten sinds 1976

#### 2013-2018
Burgemeester is Piet Buyse (CD&V). Hij leidt een coalitie bestaande uit CD&V en sp.a. Samen vormen ze de meerderheid met 20 op 35 zetels.

#### 2019-2024
Piet Buyse (CD&V) is burgemeester en leidt een coalitie die bestaat uit de CD&V en N-VA. Samen hebben ze een meerderheid van 20 op 35 zetels. In 2024 nam Leen Dierick (CD&V) de functie van burgemeester van Piet Buyse over.

#### 2024-2030
Leen Dierick (CD&V) is burgemeester en leidt een coalitie bestaande uit CD&V, Vooruit en het liberale Vernieuwing. Samen hebben ze een meerderheid van 19 op 35 zetels.

### Resultaten gemeenteraadsverkiezingen sinds 1976
| Partij               | Partij                                                       | 10-10-1976 | 10-10-1976 | 10-10-1982 | 10-10-1982 | 9-10-1988 | 9-10-1988 | 9-10-1994 | 9-10-1994 | 8-10-2000 | 8-10-2000 | 8-10-2006 | 8-10-2006 | 14-10-2012 | 14-10-2012 | 14-10-2018 | 14-10-2018 | 13-10-2024 | 13-10-2024 |
| Stemmen / Zetels     | Stemmen / Zetels                                             | %          | 35         | %          | 35         | %         | 35        | %         | 35        | %         | 35        | %         | 35        | %          | 35         | %          | 35         | %          | 35         |
| -------------------- | ------------------------------------------------------------ | ---------- | ---------- | ---------- | ---------- | --------- | --------- | --------- | --------- | --------- | --------- | --------- | --------- | ---------- | ---------- | ---------- | ---------- | ---------- | ---------- |
|                      | SAMEN                                                        | -          |            | -          |            | -         |           | -         |           | 12,41     | 4         | 4,12      | 0         | -          |            | -          |            | -          |            |
|                      | Agalev1/ Groen!2/ Groen3/ sp.a-GroenC                        | -          |            | -          |            | 3,861     | 0         | 3,061     | 0         | 5,531     | 1         | 4,052     | 0         | 4,493      | 1          | 17,1C      | 6          | -          |            |
|                      | SP1/ I.N.Z.E.T.A/ sp.a-spirit2/ sp.a3/ sp.a-GroenC/ Vooruit4 | 18,251     | 6          | 23,671     | 8          | 21,911    | 8         | 45,8A     | 18        | 26,47A    | 10        | 20,192    | 8         | 13,213     | 4          | 17,1C      | 6          | 17,04      | 6          |
|                      | VU1/ I.N.Z.E.T.A/ CD&V-N-VAB/ N-VA2                          | 13,641     | 4          | 12,951     | 4          | 10,941    | 3         | 45,8A     | 18        | 26,47A    | 10        | 32,55B    | 1         | 23,162     | 9          | 23,162     | 8          | 17,62      | 6          |
|                      | CVP1/ CD&V-N-VAB/ CD&V2                                      | 51,951     | 21         | 47,521     | 18         | 46,381    | 19        | 31,451    | 12        | 25,191    | 9         | 32,55B    | 12        | 39,262     | 16         | 31,92      | 12         | 28,02      | 10         |
|                      | PVV1/ VLD2/ Open Vld3/ Vernieuwing4                          | 13,551     | 4          | 15,031     | 5          | 15,111    | 5         | 12,292    | 4         | 18,412    | 7         | 13,162    | 5         | 10,793     | 3          | 13,63      | 4          | 9,94       | 3          |
|                      | Vlaams Blok1/ Vlaams Belang2                                 | -          |            | 0,831      | 0          | 1,81      | 0         | 5,621     | 1         | 11,991    | 4         | 19,002    | 7         | 8,602      | 2          | 15,02      | 5          | 26,62      | 10         |
|                      | PLUS                                                         | -          |            | -          |            | -         |           | -         |           | -         |           | 6,93      | 2         | -          |            | -          |            | -          |            |
| Anderen(*)           | Anderen(*)                                                   | 2,61       | 0          | -          |            | -         |           | 1,79      | 0         | -         |           | -         |           | 0,49       | 0          | -          |            | 0,8        | 0          |
| Totaal stemmen       | Totaal stemmen                                               | 29661      | 29661      | 30747      | 30747      | 31569     | 31569     | 31530     | 31530     | 31542     | 31542     | 32337     | 32337     | 31979      | 31979      | 32762      | 32762      | 22644      | 22644      |
| Opkomst %            | Opkomst %                                                    |            |            |            |            | 95,46     | 95,46     | 93,78     | 93,78     | 92,44     | 92,44     | 93,66     | 93,66     | 90,99      | 90,99      | 91,9       | 91,9       | 62,4       | 62,4       |
| Blanco en ongeldig % | Blanco en ongeldig %                                         | 2,3        | 2,3        | 3,78       | 3,78       | 3,51      | 3,51      | 3,46      | 3,46      | 3,66      | 3,66      | 3,48      | 3,48      | 2,77       | 2,77       | 3,6        | 3,6        | 0,7        | 0,7        |

De zetels van de gevormde coalitie staan vetjes afgedrukt. De grootste partij staat in kleur.

(*) 1976: KPB / 1994: W.O.W. (1,51%), NF (0,28%) / 2012: LSP / 2024: Zwakke Weggebruiker
Onderstaande grafiek toont de evolutie van de zetelaantallen binnen de Dendermondse gemeenteraad. *in 2018 vormen sp.a en Groen 1 lijst.

## Sport

### Badminton
Badmintonclub Drive bestaat sinds 1980 en is een van de grootste badmintonclub van België. Met meer dan 350 leden, waarvan 220 jeugdleden is de club een van de belangrijkste clubs van de VBL.

### Gymnastiek
Turnclub GymMAX werd in 2005 opgericht als fusieclub uit Turnclub Sint-Joris en Turnvereniging Werken Baart Kracht, beiden club van ruim een eeuw oud. Deze fusie kwam er na de brand in de sporthal waar WBK trainde. Hierdoor kregen ze van het stadsbestuur de belofte een moderne competitiezaal ter beschikking te krijgen. Turnclub GymMAX behoort tot de 10 grootste clubs van België.
De club bracht al heel wat internationale toppers voort waaronder Sigrid Persoon (Sint-Joris), Antje VandeVelde, Julie Croket, Siemon Volkaert en Axelle Klinckaert. Deze laatste is nog steeds actief in de Belgische ploeg, maar traint momenteel in Nederland.

### Voetbal
In Dendermonde spelen de voetbalclubs KFC Baasrode, KAV Dendermonde, SK Grembergen, SK Oudegem, FC Juventus Schoonaarde en KV Sint-Gillis en sinds 2017 ook SC Jong Sint-Gillis.

### Roeien
Aan Tragel ter hoogte van de slipway aan de Zwijvekebrug is Roeiteam Scheldeland actief op de Dender, de Zeeschelde en ook op Nieuwdonk (Berlare).

### Rugby
In Dendermonde speelt één rugbyploeg die meestrijdt in de hoogste afdeling van België, Dendermondse RC

### Volleybal
VC Oudegem komt uit in de dames Ereklasse (Liga A) en speelt Europees.

### Basketbal
BBC Grembergen en BBC Panters Baasrode. Beide ploegen komen uit in de Vlaamse Basketballiga

### Handbal
HBC Dendermonde is de enige handbalclub. De herenploeg komt uit in de Superliga. De damesploeg komt uit in de Liga afdeling.

### Hockey
Dendermonde heeft een hockeyclub, DMON Hockey.

### Korfbal
Oorspronkelijk Appels KC. In maart 2022 ontving de club het privilege om de titel "koninklijke" in zijn naam te voeren en heet sindsdien Royal Appels Korfbal. De club komt uit in de 1ste klassecompetitie.

### Tennis
Dendermonde heeft 4 tennisclubs; KAVD Dendermonde, TC Dendertennis, TC Scheldedreef en TC Vlaskia

### Waterpolo
Dendermonde heeft 1 waterpoloclub: Dzo waterpolo in de olympos

### Padel
Padelclub OpDeForten is opgericht in 2022, gelegen aan de Oud Kerkhofstraat in Grembergen, deelgemeente van Dendermonde.

### Schaken
Dendermonde heeft 1 schaakclub: Schaakclub 't Ros Dendermonde is actief in derde en vijfde afdeling van de Koninklijke Belgische Schaakbond.

## Diensten
Dendermonde was tot 2014 de hoofdplaats van het gerechtelijk arrondissement Dendermonde. In 2014 ging dit gerechtelijk arrondissement samen met de gerechtelijke arrondissementen Gent en Oudenaarde op in het gerechtelijk arrondissement Oost-Vlaanderen. Het voormalige gerechtelijk arrondissement Dendermonde blijft wel verder bestaan als gerechtelijke arrondissementsafdeling. In de stad bevinden zich een gerechtsgebouw en een gevangenis.
In Dendermonde staat ook een ziekenhuis AZ Sint-Blasius.

## Verkeer en vervoer

### Stations op grondgebied Dendermonde
- Station Dendermonde
- Station Sint-Gillis (Spoorlijn Dendermonde-Jette)
- Station Oudegem
- Station Schoonaarde
- Station Baasrode-Noord (Spoorlijn Dendermonde-Puurs-Antwerpen, stoomspoorlijn)
- Station Baasrode-Zuid

## Parochies en kerken in Dendermonde

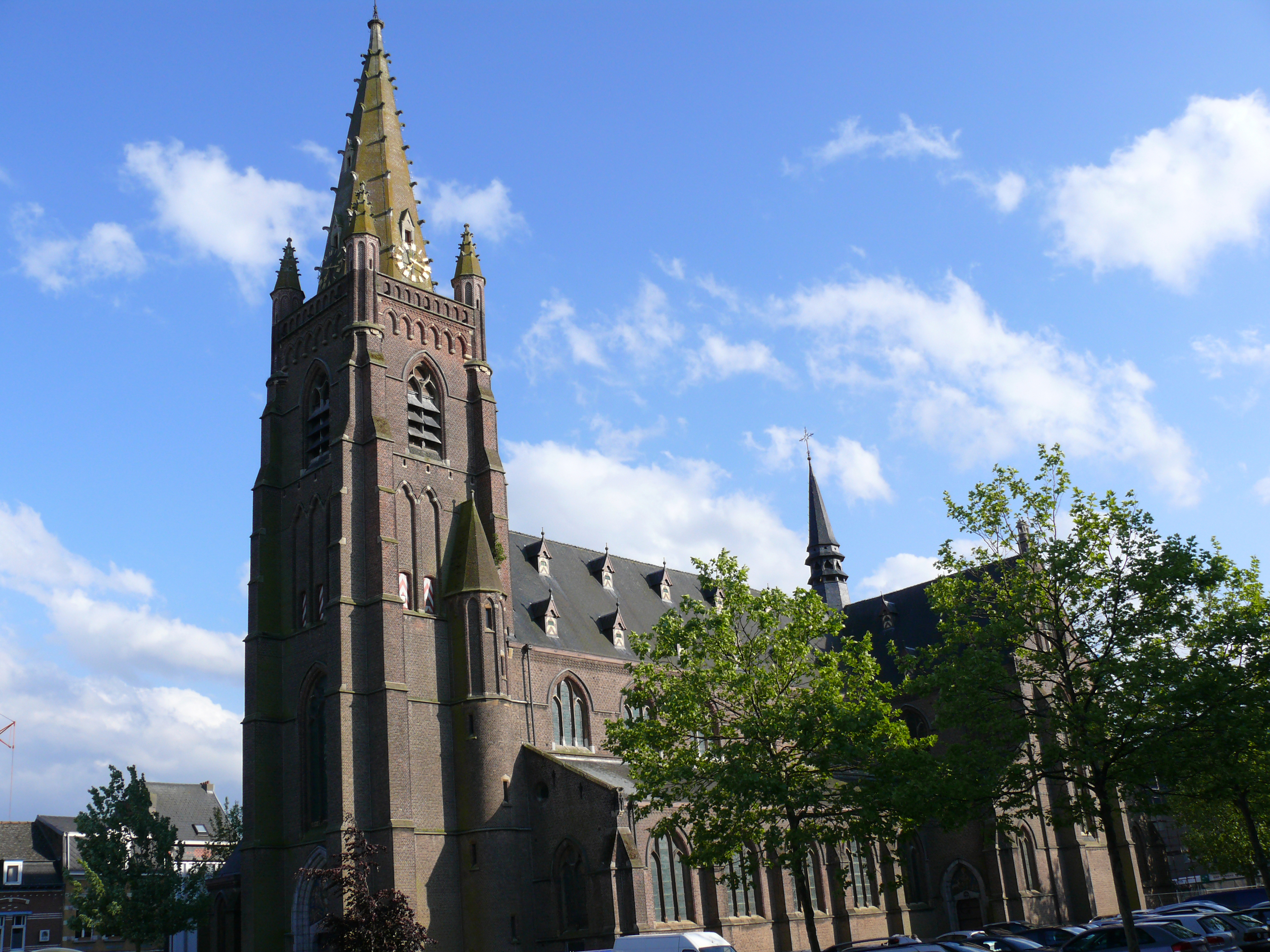
Sint-Gillis-Centrum

- Appels, Sint-Apolloniakerk, in de Hoofdstraat.
- Baasrode-Centrum, Sint-Ursmaruskerk in de Sint-Ursmarusstraat.
- Baasrode-Briel, gewijd aan Onze-Lieve-Vrouw-ten-Hemel-Opgenomen, aan de Provincialebaan (grondgebied deels Baasrode en deels Buggenhout).
- Baasrode-Vlassenbroek, gewijd aan Sint-Gertrudis, in het centrum van Vlassenbroek.
- Dendermonde-Centrum: De decanale hoofdkerk gewijd aan Onze-Lieve-Vrouw, op het Onze-Lieve-Vrouw kerkplein.
- Dendermonde-Keur, gewijd aan Sint-Jozef-Arbeider, aan het einde van de Ommegancklaan.
- Dendermonde-Sint-Gillis-Binnen, Sint-Gillis-Binnenkerk, gewijd aan Sint-Egidius, op het Heldenplein.
- Grembergen, gewijd aan Sint-Margriet in de Dr. Haekstraat.
- Mespelare, gewijd aan Sint-Aldegonde, in de Mespelarestraat.
- Oudegem, gewijd aan Onze-Lieve-Vrouw-Hemelvaart, in de Hofstraat.
- Sint-Gillis-Centrum, gewijd aan Sint-Egidius, aan de Sint-Gillislaan.
- Sint-Gillis-Boonwijk, Onze-Lieve-Vrouw van Zwijvekekerk, gewijd aan Onze-Lieve-Vrouw-Van-Zwijveke.
- Sint-Gillis-Lutterzele, Sint-Lutgardiskerk, gewijd aan Sint-Lutgardis.
- Schoonaarde: De kerk is gewijd aan Onze-Lieve-Vrouw-Van-7-Weeën, in de Schoonaardebaan.

De protestantse kerkgemeente omvat Dendermonde, Hamme en Zele. De Evangeliekerk bevindt zich op de hoek van de Lindanusstraat en de Oude Vest.
Dendermonde heeft ook een kleine moslimgemeenschap en een moskee in de Van Langenhovestraat.

## Dialecten
In Dendermonde zijn ruwweg een viertal dialecten te onderscheiden. De differentiatie tussen die dialecten valt te verklaren door de ligging op een kruising van rivieren. Rivieren zijn sterke demarcaties van dialectgroepen. Net als in de rest van Vlaanderen verarmen de dialecten en is het aantal courante sprekers sterk afgenomen.
Het in Grembergen gesproken dialect leunt aan bij de Wase dialecten, zoals dat van de buurgemeenten Zele en Hamme. In Appels, Oudegem, Mespelare en Schoonaarde, die aan de linkerzijde van de Dender liggen hoort men de Oost-Vlaamse variant van het dialect van de Denderstreek. Sint-Gillis-bij-Dendermonde en Baasrode hanteren de Brabantse variant. Een sterke differentiator tussen die twee is de uitspraak van de "g", die sterk gutturaal is aan Brabantse zijde en zwak aan Oost-Vlaamse.
Ten slotte is er het merkwaardige stadsdialect van Dendermonde zelf, dat kenmerken van het Denders en Wase combineert met invloeden van andere stadsdialecten. Onder meer de lange "aa", die "oe" wordt, is ontleend aan de inwijking van Brusselse arbeiders in de negentiende eeuw, toen Dendermonde een sterk oplevende industrie kende. Zij bewoonden de wijken die ontstonden aan de "Brusselse forten", de overblijfselen van het Vauban-verdedigingssysteem van de stad, en gaven een stevig pigment aan het dialect binnen de wallen.

## Dendermonde Filmstad

### Fictiereeksen en films
Dendermonde vormt een geliefd decor voor verscheidene televisiereeksen, films en programma's. Zo was Dendermonde fragmentarisch te zien in de film Rundskop uit 2011, werden de centrumstraten als decor gebruikt in de film Buitenspel uit 2005 en het Heilige Maagdcollege was zowel de school van Ben X uit 2007 als die van de film Daens uit 1993. Het Dendermondse gerechtsgebouw was in 2001 meermaals te zien in de VRT-serie Stille Waters en vormde in 2020 ook het decor voor de fictiereeks Undercover. De Grote Markt en het stadhuis waren sinds 2009 vaste buitenlocaties voor FC De Kampioenen. Ook de filmploeg van de soap Thuis streek regelmatig neer aan het AZ Sint-Blasius. In 2006 werd er in de Dendermondse Volkstuintjes gedraaid voor de televisiefilm "Vleugels". Daarnaast was Dendermonde ook te zien in de film Yuri van Liesbeth Marit uit 2012.
In 2019 vormde het Dendermondse stadscentrum het decor voor de zevendelige true crime reeks Fiskepark (Canvas) met Tomas De Soete en Bent Van Looy. Hieraan werkte ook de lokale politie mee. In de zomer van 2020 was Dendermondse binnenstad dan weer het decor voor de 13-delige jongerenwebreeks Wh@evR!. Onder leiding van regisseur (en Dendermondenaar) Stijn De Wolf werd er gefilmd op de houten Taluds aan 't Saske, op de grote markt, aan en in CC Belgica, aan Resto Freek, in Café Cour&Jardin, op het Heldenplein en op de wekelijkse maandagmarkt. In 2023 werden er in de oude gevangenis van Dendermonde opnames gemaakt voor de Britse remake van Professor T.
Naast (verschillende gebouwen in) het stadscentrum vormen ook de verschillende deelgemeenten vaak het decor: 
- Een leegstaand gebouw op het industrieterrein Hoogveld diende, zowel voor de binnen- als buitenopnames, als kantoorgebouw voor het tweede seizoen van de komische dramaserie Callboys (2019).
- In het pittoreske kerkje van Vlassenbroek werd in 2021 gefilmd voor de langspeelfilm Zeppos - Het Mercatorspoor alsook voor de bisschopswijding van 'pastoor Walter' in de VTM-soap Familie in 1998.
- In 2014 was de omgeving van het sluizencomplex in Oudegem te zien in de één-reeks In Vlaamse Velden
- Voor de satirische Woenstijnvisreeks Neveneffecten (2005) werd er zowel in het zwembad van het Heilige-Maagdcollege gedraaid als aan het stationsgebouw van Schoonaarde.
- Ook het stoomtreinspoor aan het oud station van Baasrode Noord is een geliefkoosde locatie voor films en series. Zo waren er opnames voor de film Toto le héros van Jaco Van Dormael uit 1991 en de tv-serie Ons geluk (VTM) uit 1995. Anno 2012 gebruikte Studio 100 deze locatie ook voor de opnames van de Mega Mindy film In vuur en vlam en in 2014 voor een aflevering uit de jeugdreeks ROX.

### Reality en praatprogramma's
In juni 2011 streek het praatprogramma Villa Vanthilt (één) voor vijf weken neer op de Grote Markt van Dendermonde en enkele weken later werd bekendgemaakt dat een Dendermonds koppel aan het televisieprogramma Mijn Restaurant ging deelnemen. Dendermonde werd in Duizend Zonnen (één) voorgesteld door stand-upcomedian Veerle Malschaert die er geboren en getogen is. Begin 2013 was de ondergesneeuwde Grote Markt te zien in het reclameblok van de zender VIER.

## Trivia
- De Dendermondenaren worden in de volksmond ook wel de knaptanden, de kopvleesfretters, de makeleters (naar de makel, een kleine riviervis die in de vijftiende eeuw werd gegeten), de scheepstrekkers, de polydoorkes (naar Polydore De Keyser die Lord Mayor van Londen werd) en de flauzemakers (bluffers) genoemd.
- België gaf één keer een postzegel uit met het stadhuis van Dendermonde met een waarde van 65 cent. Bij een klein deel van die postzegels was er iets misgelopen, het stadhuis stond er omgekeerd op. Die postzegels kregen dan ook de naam 'de omgekeerde Dendermonde'. De postzegels zijn uiterst zeldzaam en kostbaar.
- Een groot deel van het Dendermonds en Opwijks drinkwater (2.000.000 liter/dag) is afkomstig van Het Zwartland, dat ongeveer 30 km verder ligt.

## Bekende Dendermondenaars

### Geboren in Dendermonde
Geboren en al dan niet wonend in Dendermonde:
- Rosiana Coleners (rond 1500-1560 of na 1571), dichteres
- Cornelis Columbanus Vrancx (1529-1615), dichter en priester
- Jacobus Maestertius (1610-1658), rechtsgeleerde en hoogleraar, auteur van Beschrijving van stadt en landt van Dendermonde
- Willem Kerrickx de Oude (1652-1719), beeldhouwer
- John Gabriël Stedman (1744-1797), soldaat en auteur
- Pieter-Jan De Smet (1801-1873), missionaris in de Verenigde Staten
- Prudens van Duyse (1804-1859), dichter
- Charles Poplimont (1821-1887), romanschrijver en genealoog
- Polydore De Keyser (1832-1898), Right Honourable Lord Mayor of London
- Emmanuel Hiel (1834-1899), schrijver, dichter en hoogleraar
- Franz Verhas (1832-1894), kunstschilder
- Jan Verhas (1834-1896), kunstschilder
- Jan De Vos (burgemeester) (1844-1923), burgemeester van de stad Antwerpen
- Franz Courtens (1854-1943), kunstschilder
- Lodewijk Dosfel (1881-1925), flamingant, ijverde voor de vernederlandsing van de Gentse universiteit
- Gaston Burssens (1896-1965), literator
- Jef Van Extergem (1898-1945), oprichter van de Vlaamsche Kommunistische Partij
- Roger Verhas (1920-1999), atleet
- Louis De Lentdecker (1924-1999), journalist
- Frans Baert (1925–2022), jurist, politicus en filosoof
- Jan Lenssens (1935-2006), CVP-politicus en Vlaams minister
- Marc Stassijns (1939-2017), sportverslaggever
- Jacky Lafon (1946), actrice
- Emiel Ravijts (1947-2021), acteur
- Norbert De Batselier (1948), socialistisch politicus en burgemeester
- Eddy De Mey (1949), weerman bij VTM
- Marc Verwilghen (1952), VLD-politicus
- Guy Verhofstadt (1953), VLD-politicus; premier van België 1999-2008; lid Europees Parlement
- Hilde Dierickx (1955), VLD-politica
- Dirk Verhofstadt (1955), politiek filosoof en publicist; schrijver van Het menselijk liberalisme
- Jan Blommaert (1961-2021), taalkundige en hoogleraar
- Marius Meremans (1967), N-VA-politicus
- Ilse Uyttersprot (1967-2020), politica
- Hilde Van Wesepoel (1969), actrice
- Filip Joos (1973), sportverslaggever
- Dimitri Bontinck (1973), auteur
- Joyce De Troch (1974), presentatrice, actrice en zangeres (lid van Opium)
- Nico De Braeckeleer (1974), schrijver
- Veerle Malschaert (1975), actrice en comédienne
- Vanessa Chinitor (1976), zangeres
- Ruth Joos (1976), (radio)presentatrice
- Dominique Van Malder (1976), acteur
- Annelies Verbeke (1976), schrijfster
- Gert De Mangeleer (1977), chef-kok van Hertog Jan
- Kim Kay (1978), zangeres
- Leen Dierick (1978), CD&V-politica
- Stephanie De Croock (1979), atlete
- Stijn De Paepe (1979-2022), dichter
- Loïc Hélin (1979), atleet
- Kristof Imschoot (1980), voetballer
- Tim Clerbout (1981), atleet
- Philippe Geubels (1981), stand-upcomedian
- Preben Van Hecke (1982), profwielrenner
- Andy Peelman (1983), acteur
- Tim De Meersman (1985), voetballer
- Jan Van Den Broeck (1989), atleet
- Laurens De Bock (1992), voetballer
- Dries Van Langenhove (1993), leider van de uiterst rechtse beweging Schild & Vrienden en Vlaams Belang-politicus
- Bob Straetman (1997), voetballer
- Axelle Klinckaert (2000), turnster
- Wies Moens dichter Aloisius Cesar Antoon Moens (Sint-Gillis-bij-Dendermonde, 28 januari 1898 – Geleen, 5 februari 1982)
- Maurits Vander Cruyssen kunstschilder (Dendermonde, 6 januari 1873 - aldaar, 1942)

## Nabijgelegen kernen
Sint-Gillis-bij-Dendermonde, Lebbeke, Baasrode, Grembergen, Appels, Oudegem